# フィリピン

フィリピン共和国
Republika ng Pilipinas（フィリピン語）
Republic of the Philippines（英語）

国の標語：Maka-Diyos, Maka-Tao, Makakalikasan at Makabansa
（タガログ語: 神、国民、自然、国への愛情のために）
国歌：Lupang Hinirang（タガログ語）
最愛の地

フィリピン共和国（フィリピンきょうわこく、フィリピン語/タガログ語: Republika ng Pilipinas、英: Republic of the Philippines、スペイン語: República de Filipinas) 通称フィリピンは、東南アジアに位置する立憲共和制国家。7641の島々がある島国であり、そのうち有人島に暮らす総人口は1億人を超える。首都はルソン島にあるマニラ市またはマニラ首都圏。
多様な民族と豊かな文化を有しており、最大の都市はルソン島では人口が一位で旧首都のケソン市、ビサヤ諸島では大都市のセブ市、ミンダナオ島では面積が大きいダバオ市である。
フィリピン諸島は、東はフィリピン海を挟んで日本とパラオ、バシー海峡を挟んで台湾、スールー海を挟んでマレーシア、南はセレベス海を挟んでインドネシア、西は南シナ海を挟んで中国およびベトナムと向かい合う形で海上での国境を接している。

## 概要
フィリピンは群島国家の一つである。多くの民族で構成されている国家でもあり、当該地域には群島の最古の居住者であるネグリト人に続いて、オーストロネシア系諸族が次々と移住して来た。仏教およびその影響を受けたアニミズムやヒンドゥー教、イスラム教が取り入れられ、島嶼には王国が築かれた。やがて後期の唐や宋帝国など近隣諸国との活発な海外貿易により、中国人も群島へ移り住み、彼らもまた何世紀にも亘って徐々に定住し混交するようになった。その後の探検家フェルディナンド・マゼランの参着は、スペインによる植民地化の到来でもあった。1543年、スペインの探検家ルイ・ロペス・デ・ビリャロボスは、16世紀当時カスティーリャ王であったスペイン皇太子フェリペ（後のフェリペ2世国王）への敬意を表する意味で、群島をラス・イスラス・フィリピナス（イスラス・フィリピナス諸島(Las Islas Filipinas，要約は「フェリペの島々」)） と命名した。
追ってカトリックがイスラス・フィリピナス諸島の主要な宗教となり、マニラは太平洋横断貿易における西ヨーロッパの中心地となった。これに伴い、ラテンアメリカからの移民とイベリア半島からのヒスパニック系移民も、選択的な植民地化への賛同を受け入れることとなった。同地の独立革命は1896年に始まり、1898年の米西戦争と絡み合った。これによりスペインは米国へ領土を割譲し、フィリピンの革命家達は第一共和国の設立を宣言した。そこから続く米比戦争は、第二次世界大戦中に日本が島々を侵略するまで米国が当該地域を支配する形で終結。のちに米国が日本から同地域を奪還した後、フィリピンは米国による再支配下の1946年にマニラ条約を締結し完全独立を果たすこととなった。以降の同国はフェルディナンド・マルコスの独裁政権下で1972年から1981年まで戒厳令下にあったが、マルコス政権は1986年のピープルパワー革命によって打倒されることとなった。民主化後は、 1987年に第五共和国憲法が制定され、現在に至るまで単一大統領制の共和国として統治されている。しかし、同国は社会の不平等さや蔓延する汚職などの問題に面しており、未だに解決の目途が立っていない現状が続いている。
フィリピンは開発途上国であり、同時に新興工業国かつ新興市場の一つとなっている。傍らで経済は農業から商業と製造業を中心とした体制へと移行しつつある。
同国は81の州と1の首都地域で構成され、最小行政単位はバランガイ（Barangay）で4万2027にのぼる。多様な天然資源と、世界的にも重要な立ち位置と見做される規模の多様性を誇るが、南シナ海のスプラトリー諸島の一部を実効支配しており（パグアサ島など）、全体の領有権や領海・排他的経済水域を巡っては近隣国である中国、ベトナム、台湾、マレーシアとの対立を抱えている。さらに環太平洋火山帯に位置する島国かつ赤道に近いことから、地震や台風の被害を受けやすく地理的な脆弱さが垣間見える状況にある。

また、複数の国際機関やフォーラムにも加盟しており、その数は東南アジアにおいて郡を抜くものとなっている。

## 国名

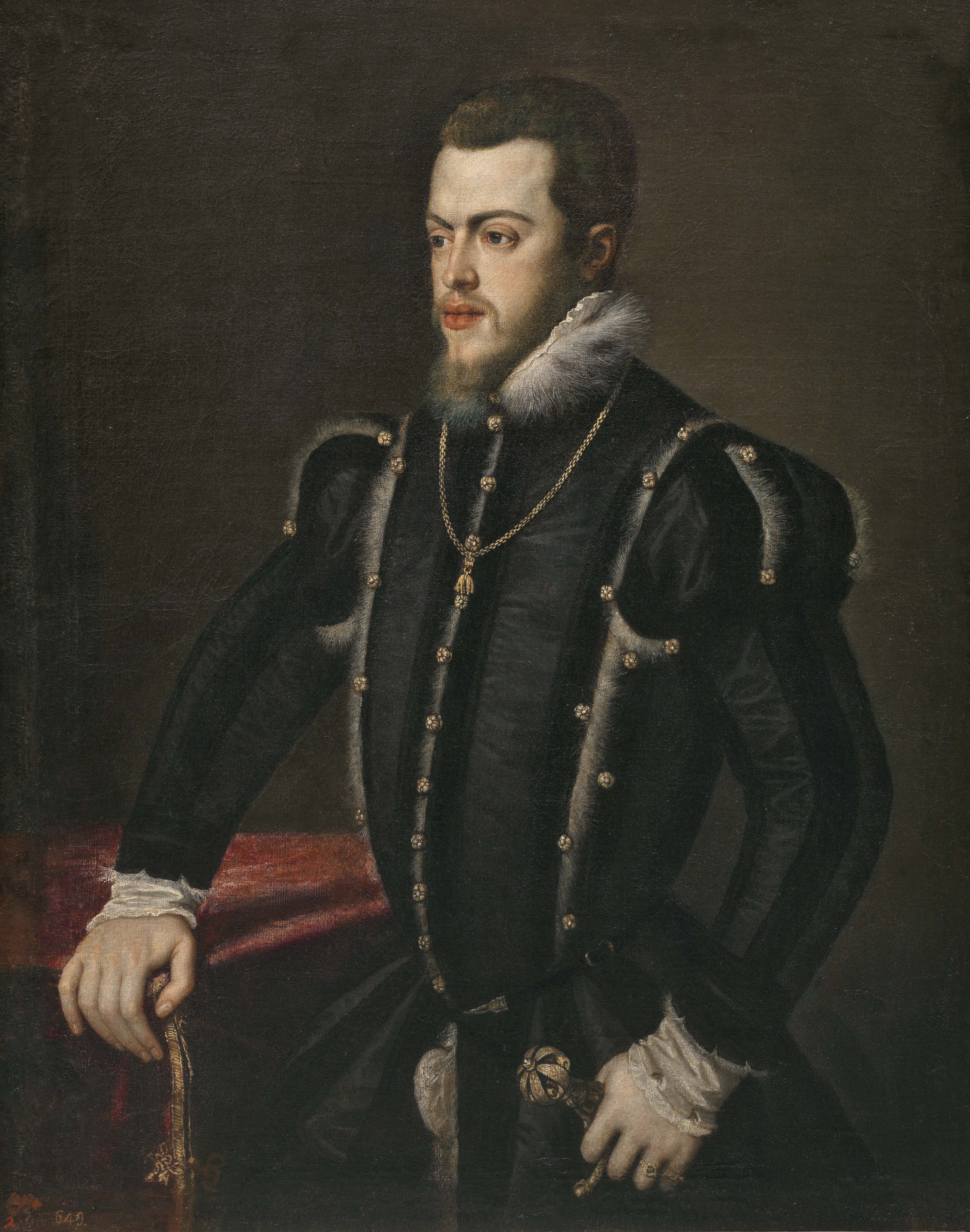
スペイン王フェリペ2世

正式名称は、フィリピン語ではRepublika ng Pilipinas（レプーブリカ ナン ピリピーナース）、英語では、Republic of the Philippines（リパブリク オヴ ザ フィリピーンズ）、スペイン語では、República de Filipinas (レプブリカ　デ　フィリピーナス)。略称は、Pilipinas（フィリピン語）、the Philippines（英語)、Filipinas （スペイン語)。
日本語表記による正式名称の訳はフィリピン共和国、通称はフィリピンである。かつてはフイリッピン、ヒリピンという表記もなされていた。漢字による表記は、比律賓、菲律賓で、比島、比、菲と略される。
国名は、1542年に、スペイン帝国皇太子フェリペ（のちの国王フェリペ2世）の名から、スペイン人の征服者ルイ・ロペス・デ・ビリャロボスによってイスラス・フィリピナス諸島(フェリペの島々) と名づけられたことに由来する。現在の国号表記はアルファベット表記はすべて「-s」と複数形表記されており、これはアメリカ植民地当局がかつてこの国をフィリピン諸島（the Philippine Islands）と呼び、これをフィリピン（the Philippines）と変更したものを、1935年憲法に「フィリピン共和国（Republic of the Philippines）」と記載した経緯による。
このような歴史的背景から、植民地時代の残滓だという立場からの国名変更論もある。国民的英雄と見なされる独立運動家アンドレス・ボニファシオは、「タガログ人の国家」を意味する「カタガルガン」を推していた。第10代大統領フェルディナンド・マルコスは、サンスクリット語に由来し「気高く誕生した」を意味するとされる「マハルリカ」に変更しようとした。第16代大統領ロドリゴ・ドゥテルテも「マハルリカ」への変更に対する共感を表明している。

## 歴史

### 先史時代

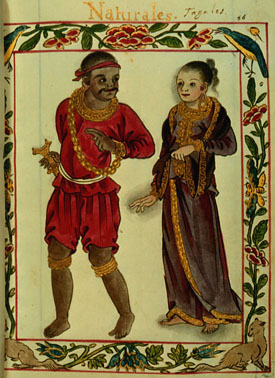
タガログ人の男女

フィリピンの歴史は多様な民族によって織りなされてきた。フィリピン諸島で最も古い民族は25,000～30,000年前に移住してきたネグリト族。次に新石器文化を持った原始マレー。この後が、棚田水田農耕を持った古マレーである。
更新世中期の遺跡として、ルソン島北部のカガヤン渓谷にあるリワン遺跡が発見されている。そこからエレファス（古代象）、ステゴドン（ステゴドン象）、ライノセラス（古代サイ）などの絶滅種の動物化石が出土し、他の出土品ではチョッパー（片面礫器）、チョッピング・トゥール（両面礫器）、フレーク・トゥール（剥片石器）など多量に発見されている。カガヤン渓谷では「カガヤン原人」の骨化石を求めて発掘作業が行われている。

### 古代
紀元前500年～紀元13世紀の間にマレー系民族が移住してきた。900年ごろの日付が記録されているラグナ銅版碑文などによれば、当時既にカウィ文字やバイバイン文字など複数の文化を受容出来る成熟した都市国家を形成していたことが明らかにされている。

### イスラームの流入
14世紀後半にイスラム教が広まった。中国大陸（明）や東南アジアとの交易で栄えたが、7000を超える諸島である現在のフィリピンに相当する地域に統一国家は形成されていなかった。

### スペイン植民地時代

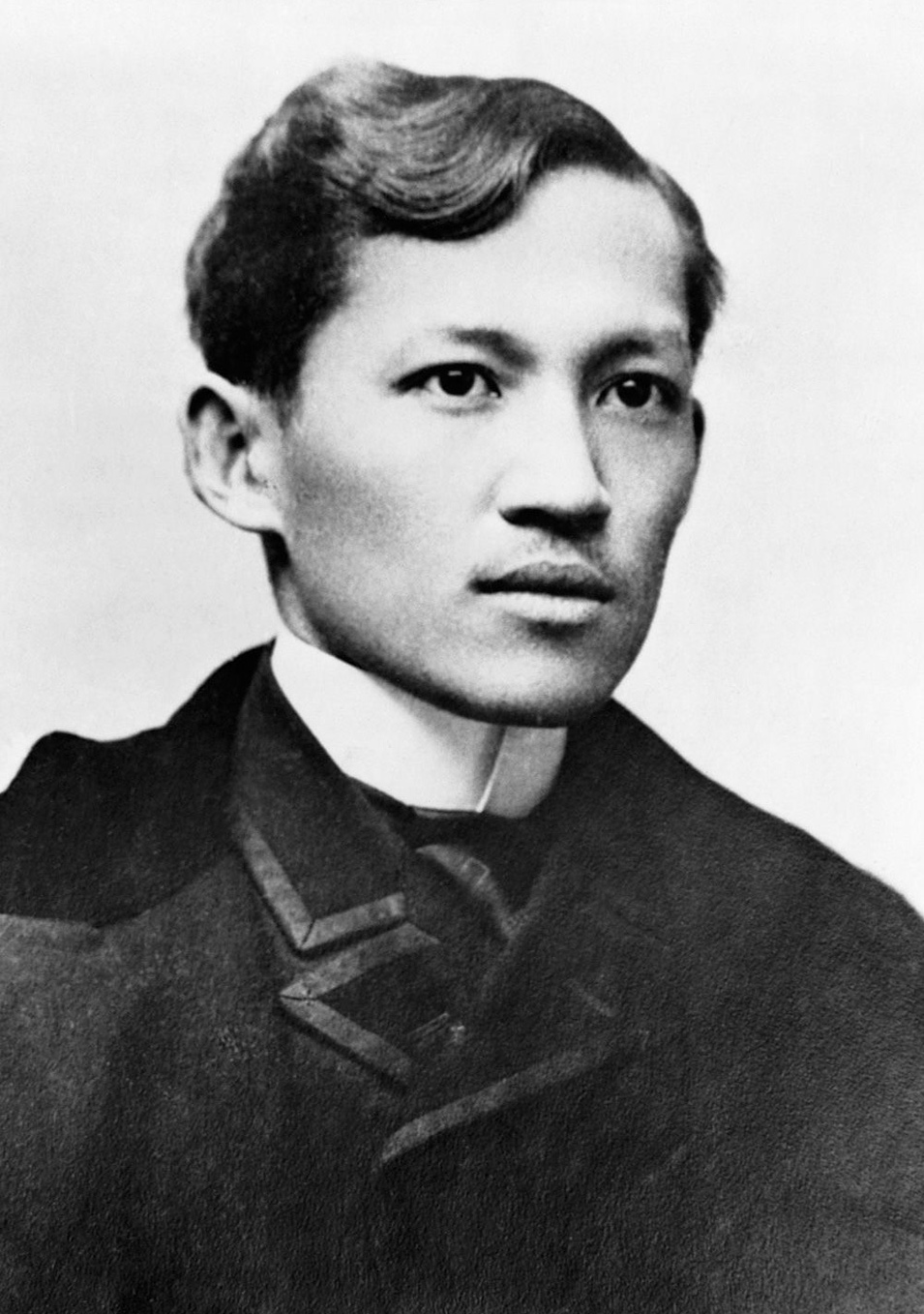
スペイン植民地支配に抗したフィリピンの国民的英雄ホセ・リサール

大航海時代以降、ヨーロッパ列強は東南アジア各地を植民地化した。スペイン艦隊は太平洋を横断して東方からフィリピン諸島に到来。1521年、ポルトガル人の航海者マガリャンイス（マゼラン）が率いるスペイン艦隊が、ヨーロッパ人として初めてフィリピンのホモンホン島に到達した。マガリャンイスはこの後、マクタン島を攻めたが首長ラプ＝ラプらに敗れ戦死した。1494年にスペインとポルトガルが結んだトルデシリャス条約でブラジルを除く新大陸（インディアス）がスペイン領有とし、1529年のサラゴサ条約でフィリピン諸島をスペイン領有とした。スペインはフィリピンをアジア進出の拠点とした。やがてスペインなどの航海者が来航するようになり、1565年にはスペイン副王領ヌエバ・エスパーニャ（メキシコ）を出航した征服者ミゲル・ロペス・デ・レガスピ（初代総督）がセブ島を領有したのを皮切りに19世紀末までスペインのフィリピン支配が始まった。徐々に植民地の範囲を広げ、1571年にはマニラ市を植民地首府とし、フィリピン諸島の大部分が征服され、スペインの領土となった。これ以降、約250年間、マニラとメキシコ太平洋岸（アカプルコ）をつなぐガレオン貿易が続いた。
1762年に、一時的にマニラがイギリス軍に占領されたが、1763年にパリ条約が結ばれ再びスペインの管轄下に戻った。18世紀になってスペインは南部への侵攻を開始したものの、西南ミンダナオ島、スールー諸島、南パラワン島では、スールー王国をはじめとするイスラム勢力の抵抗に遭い、最後まで征服できなかった。
スペイン統治下で、メキシコやペルー、ボリビアから輸入した銀や、東南アジア各地や中国（清）の産物をラテンアメリカに運ぶ拠点としてガレオン貿易が盛んに行われた。フィリピンではマニラ・ガレオンと呼ばれるフィリピン製の大型帆船が多数建造され、メキシコのアカプルコとアジアを結んでいた。
ヌエバ・エスパーニャ副王領の一部となった植民地時代に、スペイン人は海外進出の目的の一つであったローマ・カトリックの布教を進めた。スペイン人は支配下のラテンアメリカと同様にフィリピンでも輸出農産物を生産するプランテーションの開発により領民を労役に使う大地主たちが地位を確立し、民衆の多くはその労働者となった。
支配者であるスペインに対する反抗は幾度となく繰り返されたが、いずれも規模が小さく局地的であり、容易に鎮圧されてしまった。独立運動が本格的になるのは、19世紀末、フィリピン独立の父とされるホセ・リサールの活躍によるところが大きい。リサールは、1896年12月30日に銃殺された。1898年、米西戦争勃発により、アメリカ合衆国はエミリオ・アギナルドらの独立運動を利用するため支援した。ただこれは、後に判明するように、アメリカがスペインからフィリピンを奪って自国の植民地にすることが目的だった。
1899年6月12日、初代大統領エミリオ・アギナルドの下、独立宣言がなされ、フィリピン第一共和国が成立した。フィリピン革命は、普通1896年8月から1899年1月までを指す。
なお、征服者レガスピの1567年の書簡に、当時既に日本人がミンドロ島やルソン島へ毎年交易に来訪していたことが記されており、日比の交流はスペインが占領する以前からあったことがわかっている。

### 第一共和国と植民地時代

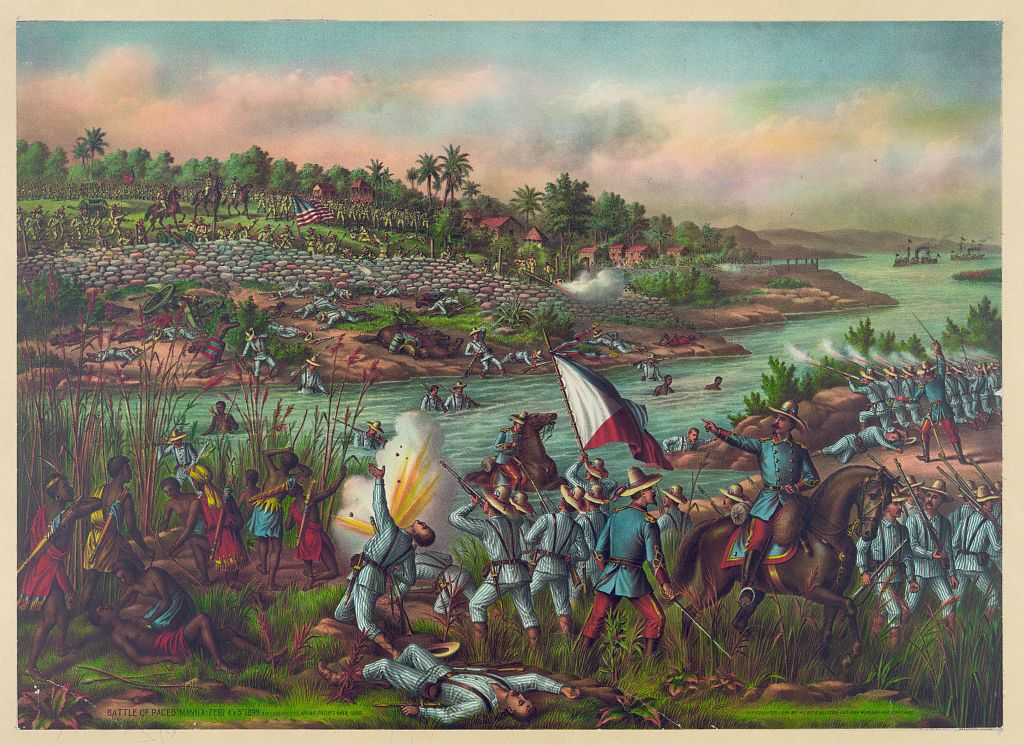
米比戦争を描いたアメリカ合衆国の絵画『パセオの戦い』

米西戦争の最中に独立を果たしたのもつかの間、1898年のパリ条約によりフィリピンの統治権がスペインからアメリカ合衆国に譲渡された。1899年1月21日にフィリピン共和国がフィリピン人によって建国された。5月18日にサンボアンガ共和国がサンボアンゲーニョによって建国された。
フィリピン共和国の建国を承認しないアメリカによる植民地化にフィリピンは猛烈に抵抗したものの、米比戦争で60万人のフィリピン人がアメリカ軍により無残に虐殺され、抵抗運動は武力鎮圧された。1901年にアギナルドが米軍に逮捕されて第一共和国は崩壊し、フィリピンは旧スペイン植民地のグアム、プエルトリコと共にアメリカの主権の下に置かれ、過酷な植民地支配を受けることとなった。1903年にサンボアンガ共和国も崩壊したが、モロの反乱は1913年まで続いた。フィリピン史では、1899年2月から1902年7月までをフィリピン・アメリカ戦争期として位置づけている。
その後、フィリピン議会議員マニュエル・ケソンの尽力で、アメリカ合衆国議会は1916年にジョーンズ法で自治を認めフィリピン自治領が成立した。1920年代にRCAが広域無線局を設置、ここを中継地点として香港経由で中国と交信した。1929年に世界恐慌が発生すると無課税でアメリカ本土に移入されていたフィリピンの砂糖がアメリカ本土の甜菜糖やキューバ糖に打撃を与え、アメリカの資産家で破産するものが続出した。そのためフィリピン糖排撃の声が高まり、関税を課すことを目的にフィリピン独立が叫ばれるようになった。1934年にアメリカ議会はフーバー大統領の反対を押し切り、タイディングス・マクダフィー法で10年後の完全独立を認め、フィリピン議会もこれを承諾したことで、フィリピン自治領からフィリピン・コモンウェルスに移行した。一方でアメリカはフィリピンにアメリカへの依存貿易を続けさせるなどの利権を確保し続けた。

### 第二次世界大戦と独立

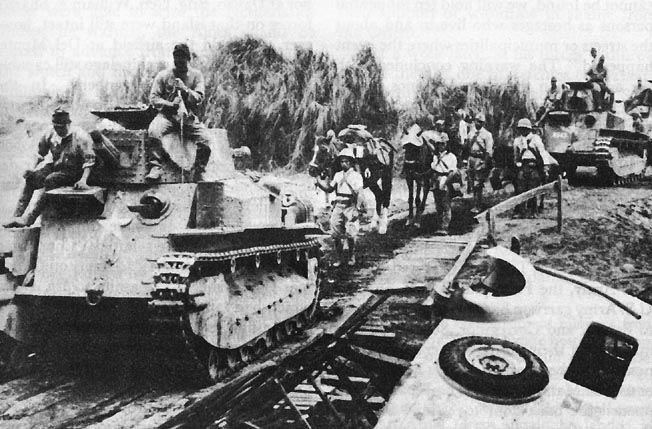
マニラに向けて進撃する日本軍戦車隊（1942年1月）

1941年12月に始まった太平洋戦争劈頭、日本軍は南方作戦の一環として米領フィリピンに進攻し、アメリカ合衆国陸軍を駆逐してマニラに入城した。在フィリピン司令官だったダグラス・マッカーサーはオーストラリアへと脱出し、日本陸軍は1942年の上半期中にバターン半島やコレヒドール島に追い詰められた米比軍を降伏させ、フィリピン全土を占領した。
アメリカは1935年にはフィリピンの独立を約束していたので、日本も1943年5月の御前会議の「大東亜戦略指導大綱」で、フィリピン（フィリピン行政委員会）とビルマを独立させる方針を決定し、1943年10月14日、ホセ・ラウレルを大統領とするフィリピン第二共和国が成立した。しかし、いずれも「大日本帝国を盟主とする大東亜共栄圏の一環として」の独立で、日本とは同盟条約が結ばれ、「外交は帝国に緊密に提携せし」とされ、軍の編制権・統帥権は事実上日本が握っていた。アメリカは日本の傀儡政権であるとしこれを認めなかった。実際には、フィリピンでは参戦と外征に対する反対が強く、日本は即時参戦を強要することはいったんあきらめた。その後ラウレルは日本との協力関係を築きフィリピン政府の運営を進めた。日本の敗戦が濃厚になると1944年12月8日に親日義勇隊のマカピリが設立されベニグノ・ラモスなどが参加し、戦闘に加わった。また、アメリカの援助を受けて結成された反日ゲリラ組織のユサフェ・ゲリラと共産系のフクバラハップが各地で抗日ゲリラ戦争を行った。
1944年9月21日、22日、アメリカ軍機によりマニラ市内が激しい空爆にさらされると、同月23日、ラウレル政権はアメリカとイギリスに対して宣戦布告を行った。
しかし同年末に米軍が反攻上陸、フィリピン・コモンウェルスが再び権力を握った。第二次世界大戦によって110万人のフィリピン人が犠牲となり、マニラに20棟あった16世紀から17世紀にかけて建立されたバロック様式の教会は、アメリカ軍の攻撃により2つを残して破壊された。

### 再独立

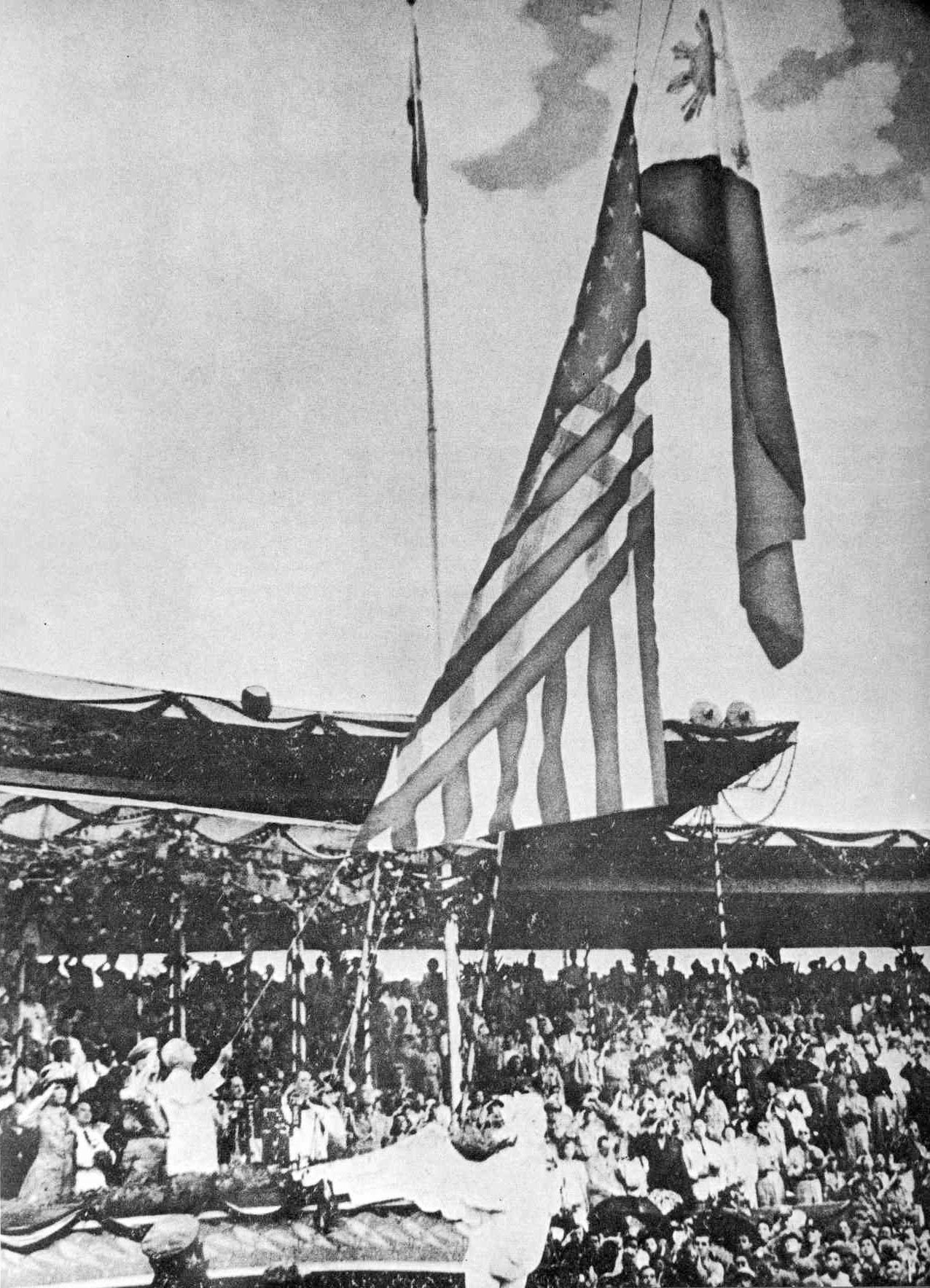
第三次フィリピン共和国がアメリカ合衆国より独立（1946年7月4日）

1945年の日本敗戦に伴い、独立を失いアメリカの植民地に戻ることを余儀なくされることとなったが、1946年のマニラ条約で、フィリピン・コモンウェルスの組織を引き継ぎ、戦前から約束されていたフィリピン第三共和国が再独立した。
冷戦下では地主支配（アシエンダ）打倒を訴える共産系のフクバラハップが勢力を拡大し、ルソン島ではゲリラ戦争が続いたが、1950年代中に共産ゲリラはアメリカからの全面的な支援を受けたラモン・マグサイサイの手によって一度壊滅した。その後、親米政権によって農地改革が行われたものの、実効性には乏しいものとなった。

### マルコス独裁

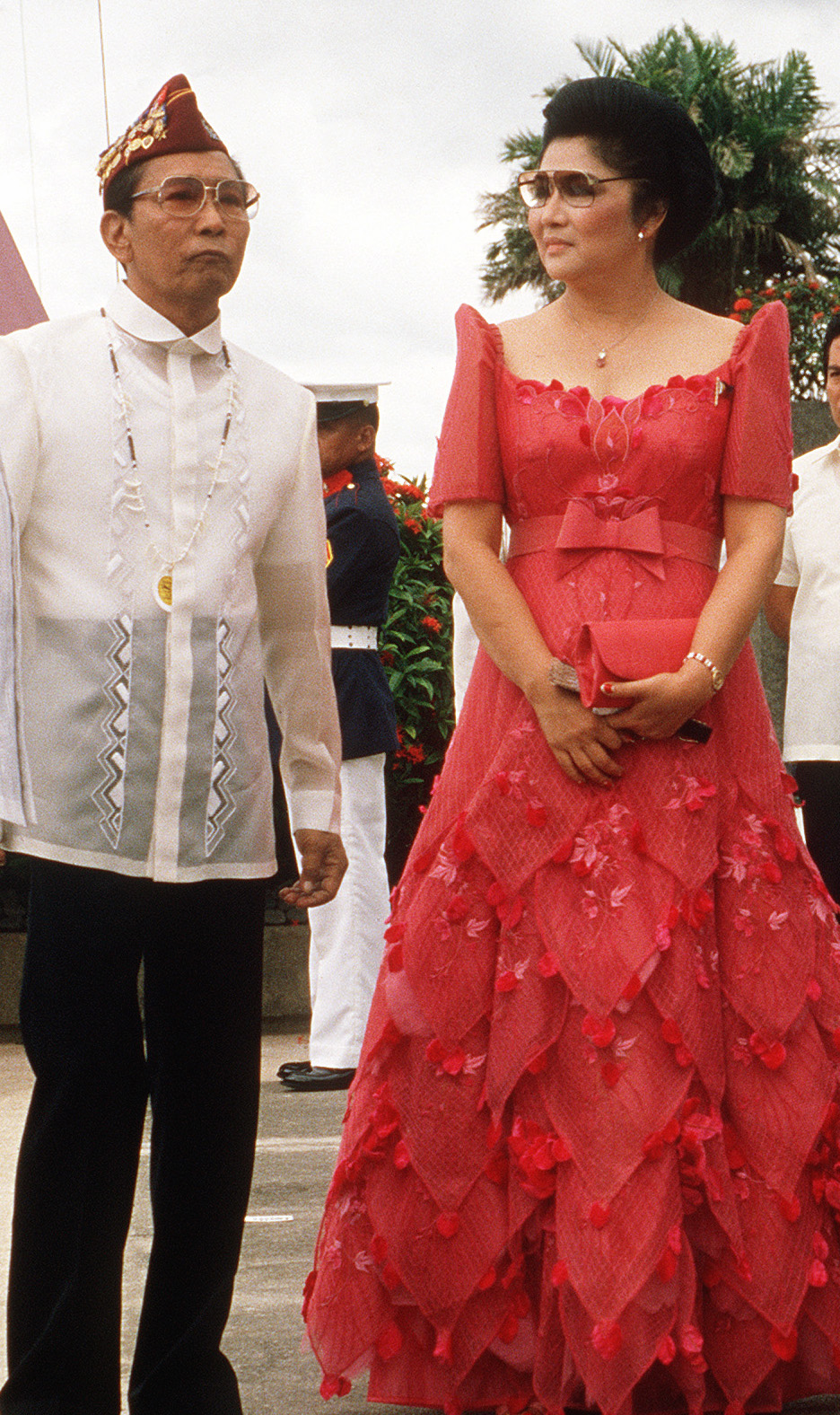
フェルディナンド・マルコスとイメルダ夫人（1984年10月20日）

1965年より反共産主義を唱えるフェルディナンド・マルコス大統領がマルコス独裁国家体制を築いた。アメリカ合衆国からの支持を得たマルコス政権は、20年に渡る開発独裁政権となり、イメルダ・マルコス大統領夫人をはじめとする取り巻きによって、私物化され腐敗した政権に対して、中華人民共和国やソビエト連邦からの支援を受けたモロ民族解放戦線や再建共産党の新人民軍（NPA）による武装蜂起が発生した。

### エドゥサ革命
民衆の不満が高まったため、1986年2月22日に起きた「エドゥサ革命」（二月革命、ピープル・パワー革命）でマルコス政権は崩壊し、現在のフィリピン第四共和国体制が成立した。この革命は同年2月22日の国軍改革派将校の決起から25日のコリーアキノ政権樹立に至る4日間の出来事であった。民主化を求める市民が、マニラ首都圏の中心部でデモや集会、座り込みや兵士に花束を渡す行動を起こした。その模様をリアルタイムで、多くのテレビカメラの放列が世界中に生放送した。これらマスメディアの報道が心理的圧力となり、フィリピン共和国軍は市民に銃を発砲出来無かった。
マルコスとイメルダはアメリカ合衆国ハワイ州に亡命した。新人民軍による三井物産マニラ支店長誘拐事件（1986年11月15日 - 1987年3月31日）が発生。
第二次世界大戦後の冷戦期間中のフィリピンは、同じく西側諸国に属すこととなった日本と同様に、極東アジアにおけるアメリカの重要な拠点となり、米軍に基地を提供していたが、1990年代初頭の冷戦終結を受けた米軍のアジア駐留軍縮小、およびピナトゥボ山の噴火に伴う基地機能の低下、フィリピン国内のナショナリズムの高揚、フィリピン共和国憲法改正により、在比米軍は軍備を沖縄に集約し、フィリピンから撤退した。

### フィリピン紛争

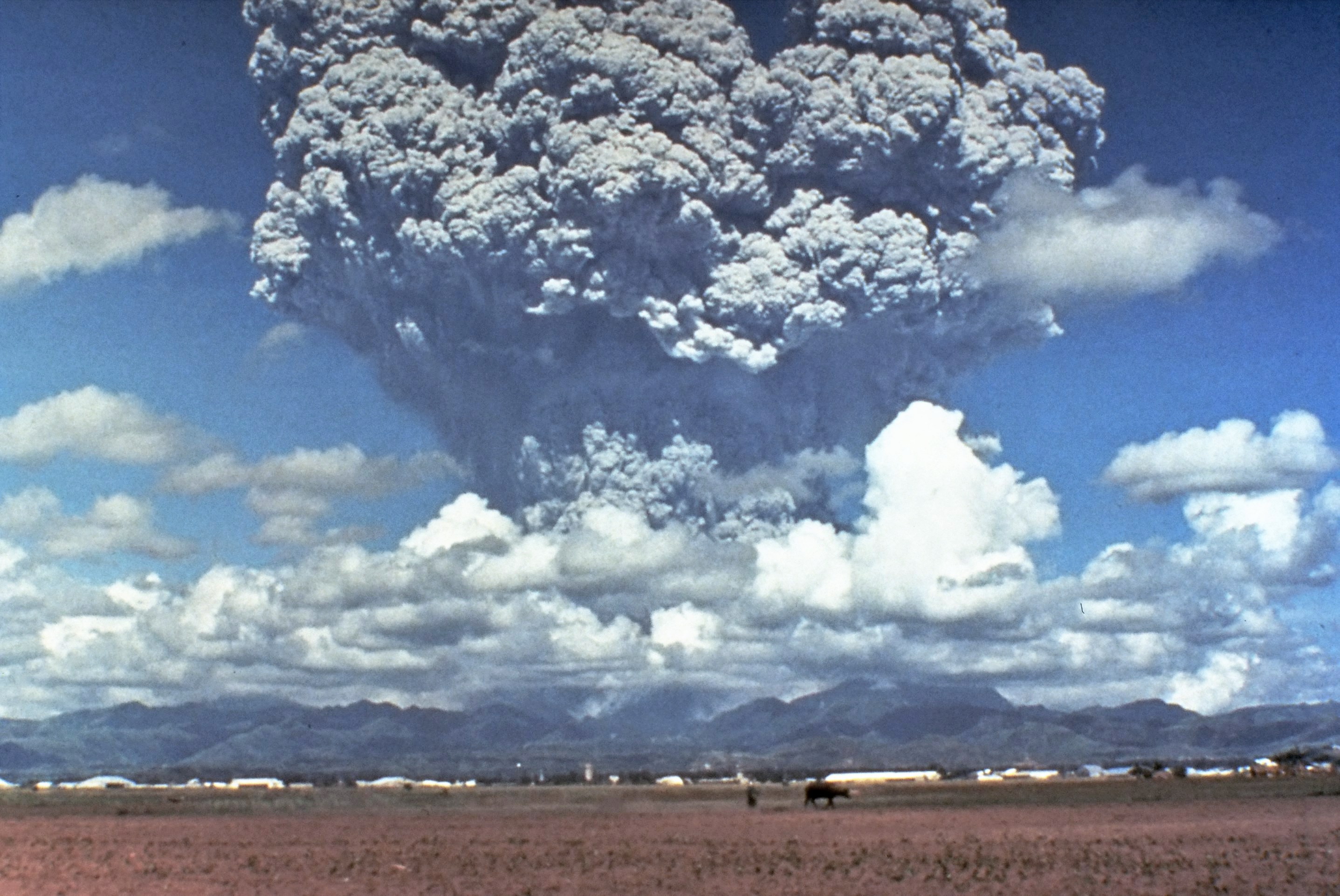
噴火するピナトゥボ山（1991年6月12日）

フィリピンの共産主義勢力フクバラハップは、第二次世界大戦中に日本軍と戦い、日本軍の撤退後もアメリカ軍と独立後のフィリピン政府軍と戦闘を続けたが、1954年までにマグサイサイ指揮下のフィリピン政府軍に制圧された。1969年、毛沢東主義による革命と体制変革をめざすフィリピン共産党 (CPP)（再建共産党）は新人民軍（NPA New Peoples Army）を結成し、フィリピン政府軍に対する武装闘争を開始した。NPAは、ルソン島を中心にフィリピン全国に展開し、フィリピンの軍隊・警察・インフラ・企業に対する武力攻撃を繰り返し、フィリピン政府軍はNPAの武力攻撃に対して掃討戦を継続しているが、海外のテロ支援国家の支援を受けるNPAを完全制圧することは難しく、2013年時点、武力行使は継続中である。
ミンダナオ地区にイスラム教による自治区を作ることを目的としたモロ民族解放戦線 (MNLF Moro National Liberation Front) は、1970年にフィリピン政府軍に対して武装闘争を開始し、MNLFと政府軍の武力紛争は1996年まで継続した。1996年、MNLFはフィリピン政府との和平協定を締結して武装闘争を終結し、フィリピン政府はミンダナオ地区にMNLFのイスラム教による自治を受け入れ、その後はミンダナオ・イスラム自治区の与党として活動している。しかし2013年9月、後述するMILF主導の和平交渉への反発から、再び政府軍と衝突した。
モロ・イスラム解放戦線 (MILF Moro Islamic Liberation Front) は、モロ国民解放戦線 (MNLF) がフィリピン政府と和平協定を締結しようと方針転換したことに反対し、フィリピン政府軍との武力闘争を継続するために、1981年にMNLFから分離独立し、フィリピン政府軍に対して武装闘争を継続した。1997年、MILFはフィリピン政府と停戦協定を締結したが、その協定は2000年にエストラーダ政権により破棄された。2003年、MILFはアロヨ政権と停戦協定を締結したが、2005年にMILFは停戦協定を破棄してフィリピン政府軍に対する武力攻撃を再開。2012年10月、政府との間で和平枠組み合意に至る。
アブ・サヤフ・グループ（Abu Sayyaf Group）は、フィリピンのミンダナオ島、スールー諸島、ボルネオ島およびインドネシア、マレーシア、タイ、ミャンマーなどの東南アジア地域にイスラム教で統治する国家の設立を目ざして、1990年にフィリピン政府に対して武装闘争を開始した。アブ・サヤフ・グループは、フィリピン政府軍および一般市民に対して爆弾攻撃、暗殺、誘拐・監禁、身代金要求を繰り返し、2000年以後は活動地域をマレーシア、インドネシアへも拡大し、2013年時点、武力闘争を継続中である。

### アジア通貨危機以降
フィリピン経済に転機が訪れたのは、1990年代後半だった。1997年にアジア通貨危機が発生すると、そのあおりを受けてペソ暴落に見舞われたが、経済がバブル状態ではなかったので、財政破綻したタイ、一時期国家崩壊の危機に陥ったインドネシア、国家破綻しかけた韓国などに比べると回復は早く、国際通貨基金（IMF）の管理下になることを免れた。
フィリピンの経常収支は1000万人に及ぶ海外在住労働者の送金によって支えられており、出稼ぎ、特に看護師はフィリピンの有力な産業と言ってもよい。主要な貿易相手国はアメリカと日本であるが、近年は距離的にも近い中華人民共和国や中華民国（台湾）、大韓民国との貿易も増えている。
東南アジアではベトナム・インドネシアと共にNEXT11の一角にも数えられており、今後も経済発展が期待できる新興国の一つに数えられている。
また、長年の懸案であった、ミンダナオ島を活動拠点とする南部の武装ムスリム勢力に対しては、MILF（モロ・イスラム解放戦線）との和解交渉が成立するなどの進展が見られた。ミンダナオ島にも、アメリカなどからの直接投資も入り始めている。一方、ISILへの支持を明確化したアブ・サヤフの活動が活発化。2017年5月、フィリピン軍は、ミンダナオ島マラウィ市にてアブ・サヤフと市街戦になった。
2018年7月26日、ロドリゴ・ドゥテルテ大統領はムスリムによる自治政府樹立を認める「バンサモロ基本法」に署名。翌年の住民投票の結果、従来のイスラム教徒ミンダナオ自治地域よりも強い自治権を有するバンサモロ自治地域が発足した。
2020年以降、新型コロナウイルスの世界的な感染拡大に伴い、海外へ赴く出稼ぎ者やフィリピンに来訪する観光客の出入国が難しくなった。さらに2021年8月から10月にはマニラを中心に感染拡大を防止するためにロックダウンも行われ、国内の経済は大きなダメージを受けた。
2022年初頭、感染者数が減少傾向を見せたタイミングで入国制限の緩和が行われ、同年3月末の時点で海外からの観光客の予約件数は、2019年の72％のレベルまで回復する傾向を見せた。
2022年フィリピン大統領選挙では、ボンボン・マルコスが当選した。

## 政治

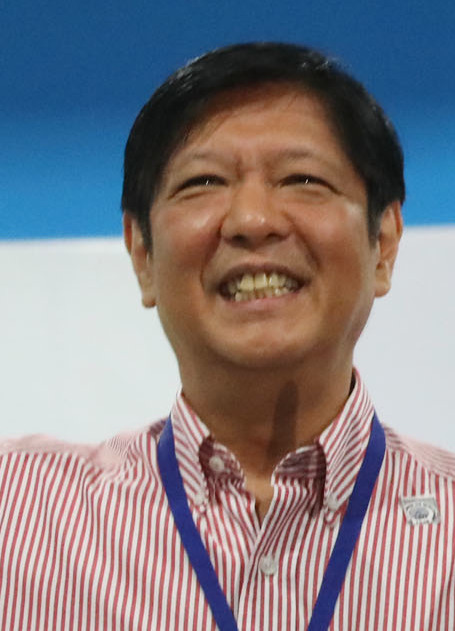
ボンボン・マルコス大統領

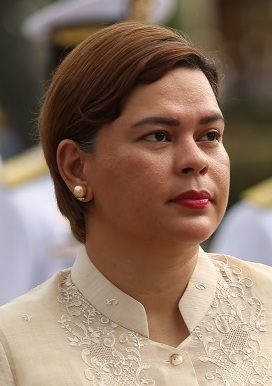
サラ・ドゥテルテ副大統領

### 元首・行政
大統領を元首とする共和制国家であり、フィリピンの大統領は行政府の長である。大統領と副大統領は、同日に別枠で国民の直接選挙により選出される。任期は6年で、フィリピン憲法の規定により、再選は禁止されている。

### 立法
議会は、元老院（上院）と代議院（下院）の両院制（二院制）。上院は、定数24で任期6年。3年ごとに半数改選。下院は、定数316。20%を政党別の候補者リストから、残りを小選挙区制で選出され、任期は3年である。選挙は、西暦が3で割り切れる年に行われる。アロヨ政権は現在の大統領制から議院内閣制へ、両院制議会から一院制へ移行する憲法改正を提案したが進展は見られなかった。なお、地方自治体の州、市町村の正副首長と地方議会の議員は任期3年である。

### 憲法
フィリピン初の憲法は1899年に公布されたマロロス憲法であり、アジア初の共和制を定めた憲法であった。次は1902年のフィリピン組織法（クーパー法）で選挙による議会が設置された。
1935年にアメリカ合衆国大統領フランクリン・ルーズベルトの承認と国民の賛成でフィリピン1935年憲法が実施され、フィリピン・コモンウェルスが成立。大統領の権限（行政各部だけでなく地方自治まで管理するなど）が強化された。
1971年6月に憲法制定会議が開催され、全面的な改正に着手した。熱心な討議の末、新憲法草案は1972年11月に入って承認され、1973年1月に実施された。このフィリピン1973年憲法は、大統領制下での議院内閣制が特徴である。しかし、欠点 もあり、1980年と1981年に一部改正された。首相職は1986年に廃止された。

## 国際関係

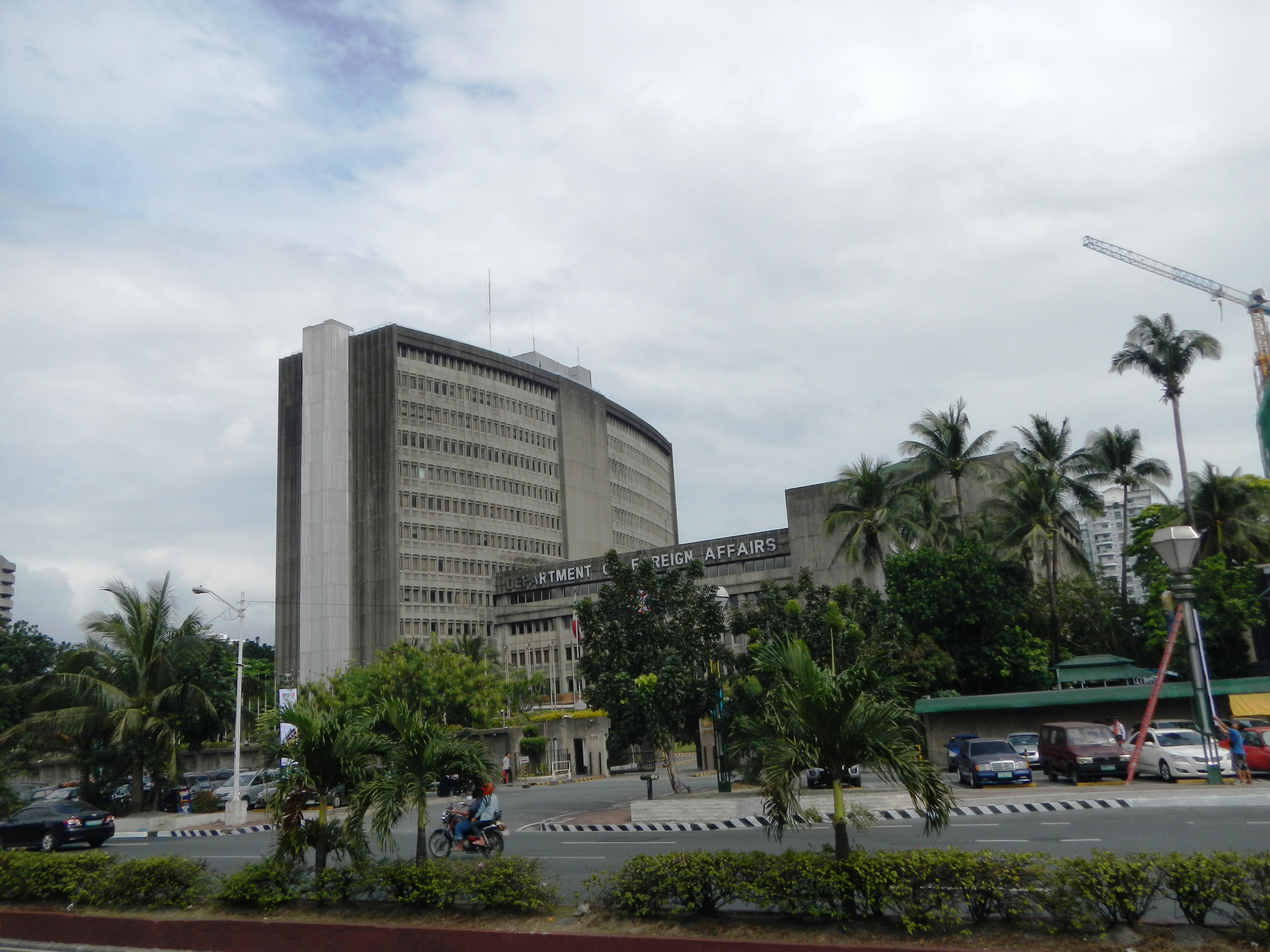
フィリピンの外務省

東南アジア諸国連合（ASEAN）創設以来の加盟国である。

### アメリカとの関係
アメリカの支配を受けていた経緯から、日本と同じく軍事的、経済的、政治的にアメリカとの関係が深い。米比相互防衛条約を結び、かつては東南アジア条約機構に加盟していた。アメリカが介入した20世紀後半の朝鮮戦争、ベトナム戦争、さらには21世紀初頭の対テロ戦争にも参戦。反対世論が多かったイラク戦争（武装勢力によるフィリピン人拉致事件でフィリピン軍はイラクから全面撤退した）に同調した。
一方で、かつてクラーク空軍基地にあった在比米軍の軍人による市民レイプ事件では、米兵容疑者に対し、最高裁判所で最高刑となる終身刑を確定し、容疑者の身柄の引渡しにおいて米国と外交問題になった。他にスービック基地でのレイプ事件も問題になった。
クラーク空軍基地は、1991年4月に近くのピナトゥボ山が噴火し、火山灰の降灰により基地の大部分が使用不可能となり、アメリカは同基地の放棄を決定した。また、スービック海軍基地はアメリカ海軍のアジア最大の国外基地だったため維持を希望したが、フィリピン共和国政府により拒否されたため、両基地とも1991年11月26日にフィリピンへ返還された。
2013年1月7日、米軍無人航空機が漂流されているのが発見され、続いてフィリピン南西部のパラワン島近くの世界遺産に登録されているトゥバタハ岩礁のサンゴ礁で、米海軍の掃海艦ガーディアンが座礁し、修復不可能な損傷を与えた。無人機の事故では、主権侵害との批判は一部に留まっていたが、ガーディアンの座礁事故では、環境保護団体や地元政治家、市民にまで非難の声が広がっている。
英語教育が進んでいるため、フィリピンは英語圏での出稼ぎに大いに役立っている。
第二次世界大戦において、米軍に協力したフィリピン軍人に対しアメリカ合衆国での労働が許可され、多くのフィリピン人がアメリカ合衆国へ渡ろうとしたものの、1924年のアメリカの移民法によって、フィリピンからは年100人がアメリカに渡れるに過ぎなかった。1965年のアメリカの移民法によって、国別人数制限が改正されて撤廃されたことにより、多くのフィリピン人がアメリカに入国できるようになった。この時期の出稼ぎは、主として医師、看護師、技術者、歯科技工士など、高度な専門職に就く者が多く、また1960年代には、ホテルのボーイやメイド、看護師、家政婦などの職を得て、ヨーロッパに渡航する者も出始めている。近年、旬な職業は「看護師」と「IT技術者」と言われており、特に看護師不足のアメリカでは、看護師資格で永住権が確保されるため、家族も呼び寄せて、そのまま移民となるケースもある程である。
しかしフィリピン人の富裕層やエリート層や知識人が、アメリカ合衆国などの英語圏に移住してしまうケースが多く、優秀な人材が海外へ頭脳流出してしまうケースがとても多いため、これがフィリピン経済の発展を妨げている。
現在ではフィリピン系アメリカ人はアメリカで2番目に多いアジア系で、移住や高い出生率で年々増加し、現在400万人に達する。
2000年代になり、米軍がフィリピン国内の基地から撤退したことを機に、中華人民共和国による南シナ海の島嶼部への領有権主張・南シナ海全域の領海主張、中国人民解放軍の台頭による、東南アジアのパワーバランスが悪化することに対応するため、フィリピン政府内でも米軍の再駐留を望む声も出てきている。米比両国は2016年3月、米軍がフィリピン国内の5基地を利用する協定を結んだ。パラワン島のアントニオ・バウティスタ空軍基地、ルソン島のバサ基地やフォート・マグサイサイ基地などが対象である。
2022年、米軍がかつて使用していたスービック海軍基地をフィリピン海軍が利用を始めた。

### 周辺諸国との関係

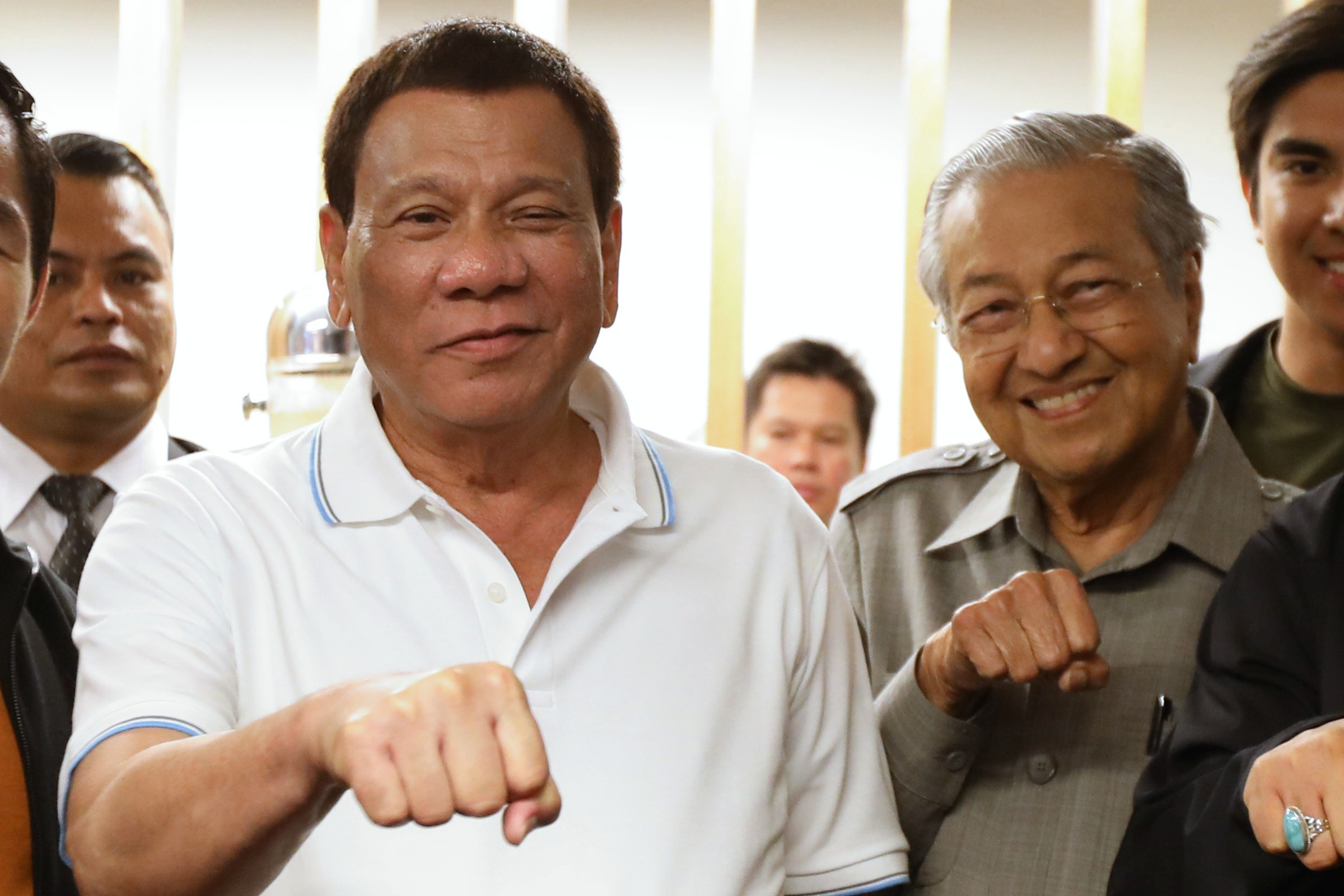
フィリピンの大統領ロドリゴ・ドゥテルテとマレーシアの首相マハティール・ビン・モハマド（2018年7月15日）

2000年代に入り、中華人民共和国がスカボロー礁やスプラトリー諸島の領有権の主張を活発するようになり、実効支配を巡り、2012年4月に両国の公船が出動する事態に至った。この事件はその後、暫く貿易や観光などでしこりを残しており、以降該当海域などではお互いに睨み合う状況が多発している。2013年1月にはフィリピンが「平和的解決に向けたほぼ全ての政治・外交手段を尽くしてしまった」として、国連海洋法条約に基づく国際仲裁裁判を請求。同年4月に国際海洋法裁判所は仲裁裁判に必要な仲裁人5人を選定したと発表したが、中華人民共和国は仲裁自体に応じない姿勢を示した。この係争に関して、フィリピンは自国だけでは解決に辿り着けないとして、同じ領有権で中国と争っているベトナムや日本などと協力し、日本からは海上保安庁が巡視船を提供したり、フィリピン海岸警備隊との合同訓練を行ったりしている。更に、以前基地ごと軍隊を駐留をしていたアメリカ合衆国にも圧力をかけてもらうために、近年はアメリカ合衆国軍とフィリピン軍の合同演習を行ったりしているが、アメリカ政府としては、この件に関し中立的な立場を維持することを表明している。
2013年5月9日、フィリピン公船が台湾との排他的経済水域で係争する海域にて、警告のない上、作業中の台湾籍漁船団に乱射し、銃弾は1人の台湾人漁師に当たりこの漁師は死亡した。台湾当局はフィリピン政府に正式な謝罪と賠償を求め、フィリピン政府は後日この件に関し正式な謝罪は受け入れられないとする一方、「乗組員の遺族にお悔やみを申し上げたい」と述べ、賠償などを行うか検討する方針を表明。
海上自衛隊が保有する対潜哨戒機P-3Cをフィリピン政府が調達したいとの意向を示している件について、P-3Cは高性能な反面、海上で取得した情報の処理などの高度な運用能力が必要なことから、代わりとしてTC-90を貸与した。

## 軍事
フィリピン軍は陸軍、海軍、空軍の三軍により構成される。2016年には、国内総生産（GDP）の1.28%を軍事費に充てている。徴兵制度はなく、17歳から23歳（士官は20歳から24歳）の独身の男女で、72時間の大学の履修（士官は学士）が志願できる志願制度である。
軍隊の始まりは、1868年にスペインが警察軍を創設したことによる。スペイン支配下では、通常軍と国家警察を使い分けた。アメリカ植民地支配下では、正規軍をマニラおよびその周辺に配置し、準軍事的な国家警察軍を全土に展開した。1916年にConstabulary Academyが開校、1922年にフィリピン大学に予備役見習将校団（ROTC）が設立され、1936年に陸海空の将校養成を目的としたフィリピン士官学校（PMA）が設立された。国軍は治安対策であり、米軍が外的対策を担当した。

### 情報機関
国家情報調整局（NICA）が同国の主要な情報機関として機能している。他には軍部情報局（ISAFP）や国家捜査局（NBI）が存在している。

## 地理

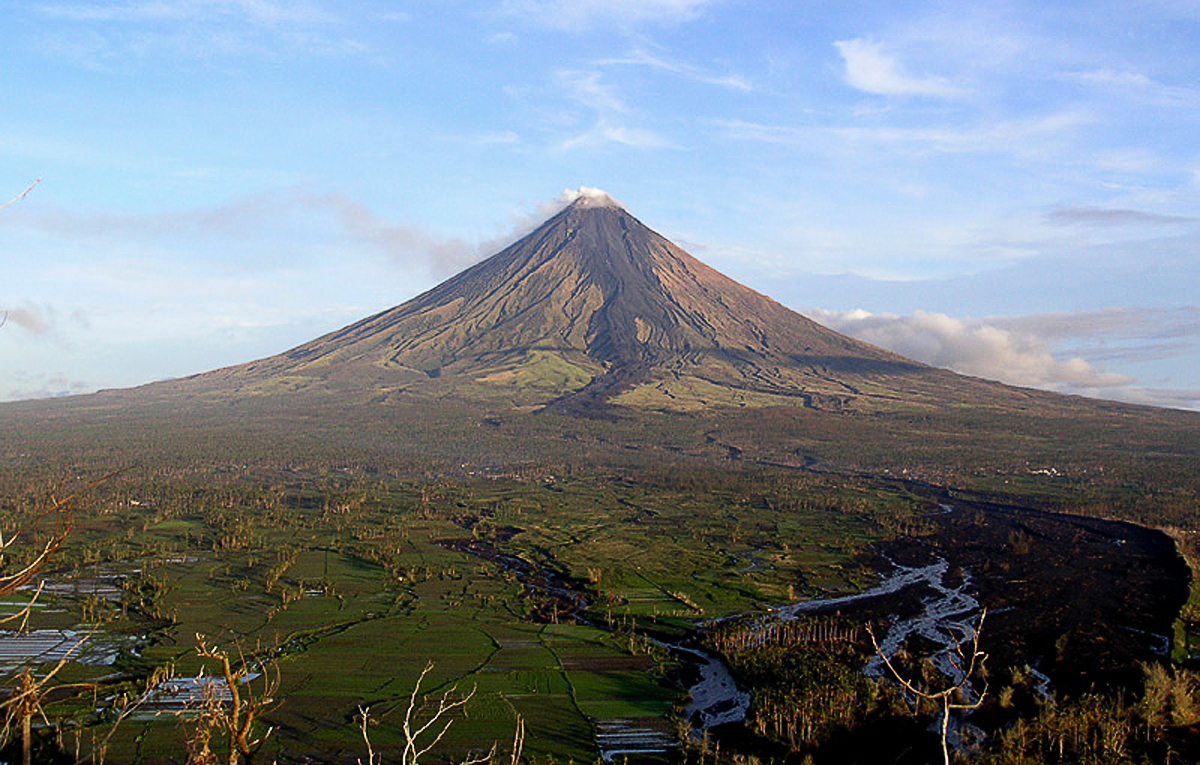
ルソン島南部のマヨン山はフィリピンで最も活発な火山

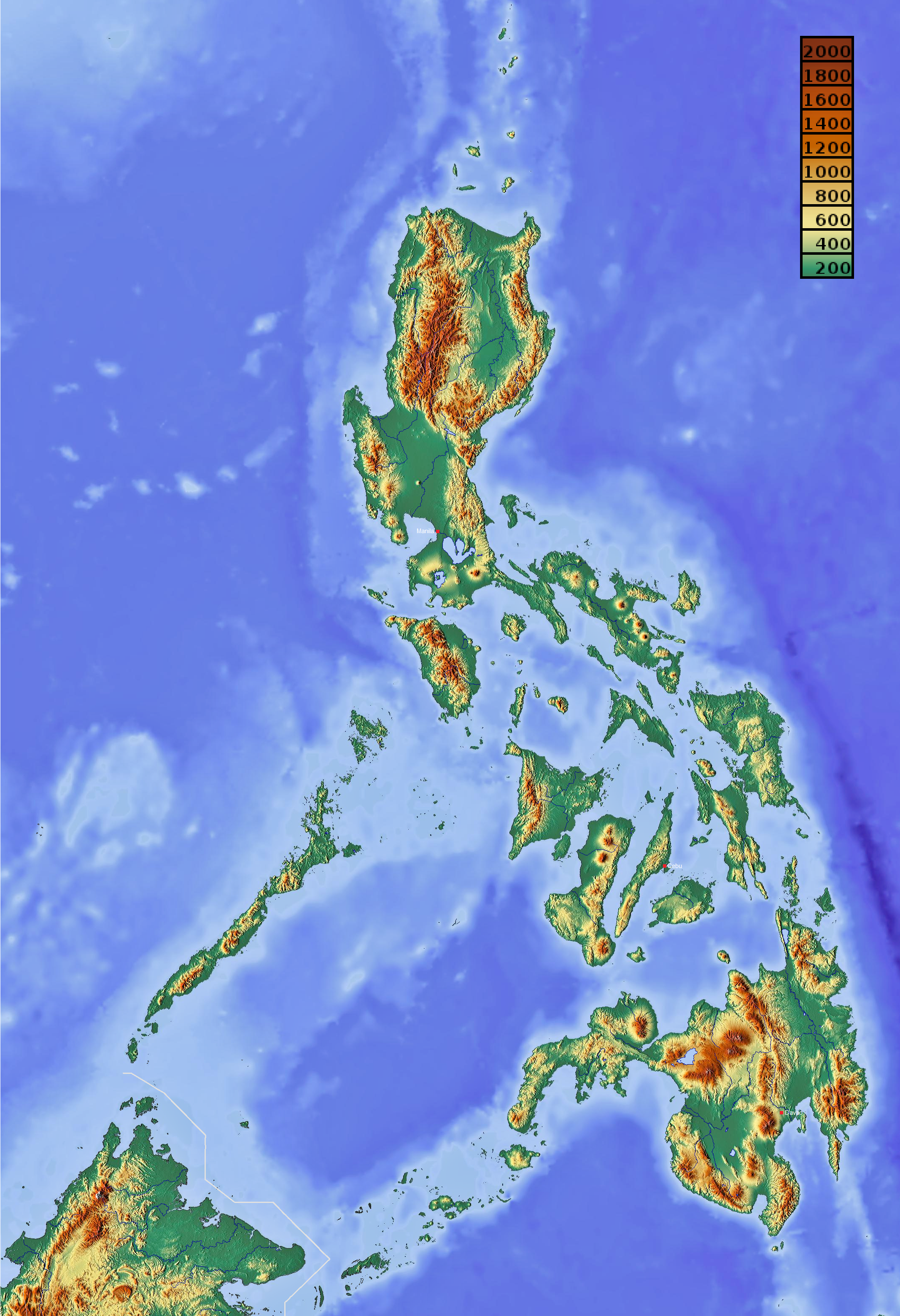
地形図

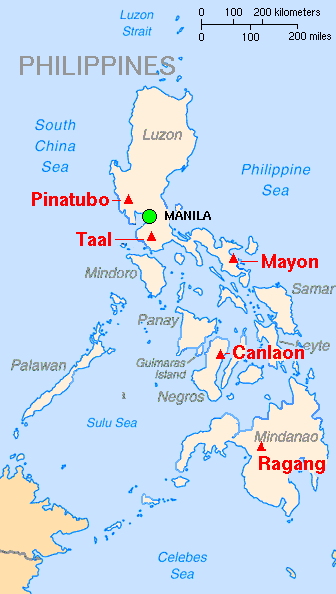
主要火山の位置

ルソン島、ビサヤ諸島、ミンダナオ島などを中心に、大小合わせて7641の島々から構成される多島海国家である。フィリピン海、南シナ海、セレベス海に囲まれる。フィリピン海のフィリピン海溝は太平洋側にあり、世界3位の深さである。この海溝は、ルソン島中部からミンダナオ島のずっと南方まで続く。いくつもの海溝の地殻運動が東西1100 km、南北1800 kmの海域に大小合わせて7000以上の島々が散らばるという地形を作り出したと考えられている。
国土は約30万平方kmで、マヨン山、ピナトゥボ山、タール火山など活動中の火山を含む山岳と熱帯雨林が占める。マニラの東南に位置するパナハオ山はラグナ州とケソン州の境に聳える標高2177 mの休火山であり、宗教的な聖地、聖山として知られている。
最高地点はミンダナオ島の東部よりにあるアポ山の標高2954 mである。因みに、フィリピン最大の島であるルソン島の最高地点は、マニラの北の島の北寄りに位置する標高2934 mのプログ山（Mt. Pulog）である。
プレート境界付近の環太平洋造山帯に当たる地域であることもあり、プレートテクトニクスの影響で、火山が点在し、地震の頻発地帯としても知られる。また、鉱物資源に富み、金鉱床は南アフリカに次ぐ規模を誇る。銅鉱床は世界規模で、ニッケル、クロム、亜鉛も多い。地熱発電は電力需要の18%を賄い、アメリカに次ぐ量である。
220万平方kmに達する領海には豊富な海洋資源があり、魚類は約2400種、サンゴは約500種が生息していると言われる。アポ・リーフはオーストラリアのグレート・バリア・リーフに次ぐ規模のサンゴ礁である。
スプラトリー諸島（南沙諸島）で領有権問題を抱えている。
違法伐採による森林減少も大きな問題である。
全国的に、日本のような詳細な地図・道路地図は発行されておらず書店、空港などで購入できる地図も、非常に大まかなものである。むしろインターネット経由でGoogle マップを閲覧した方が詳細な地図情報を得られる。

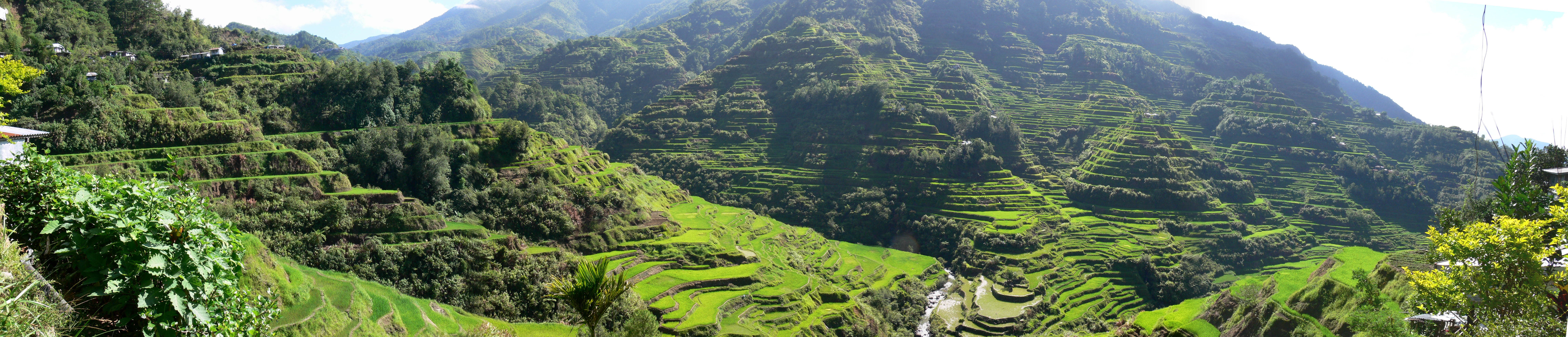
ルソン島北部に広がる世界遺産フィリピン・コルディリェーラの棚田群
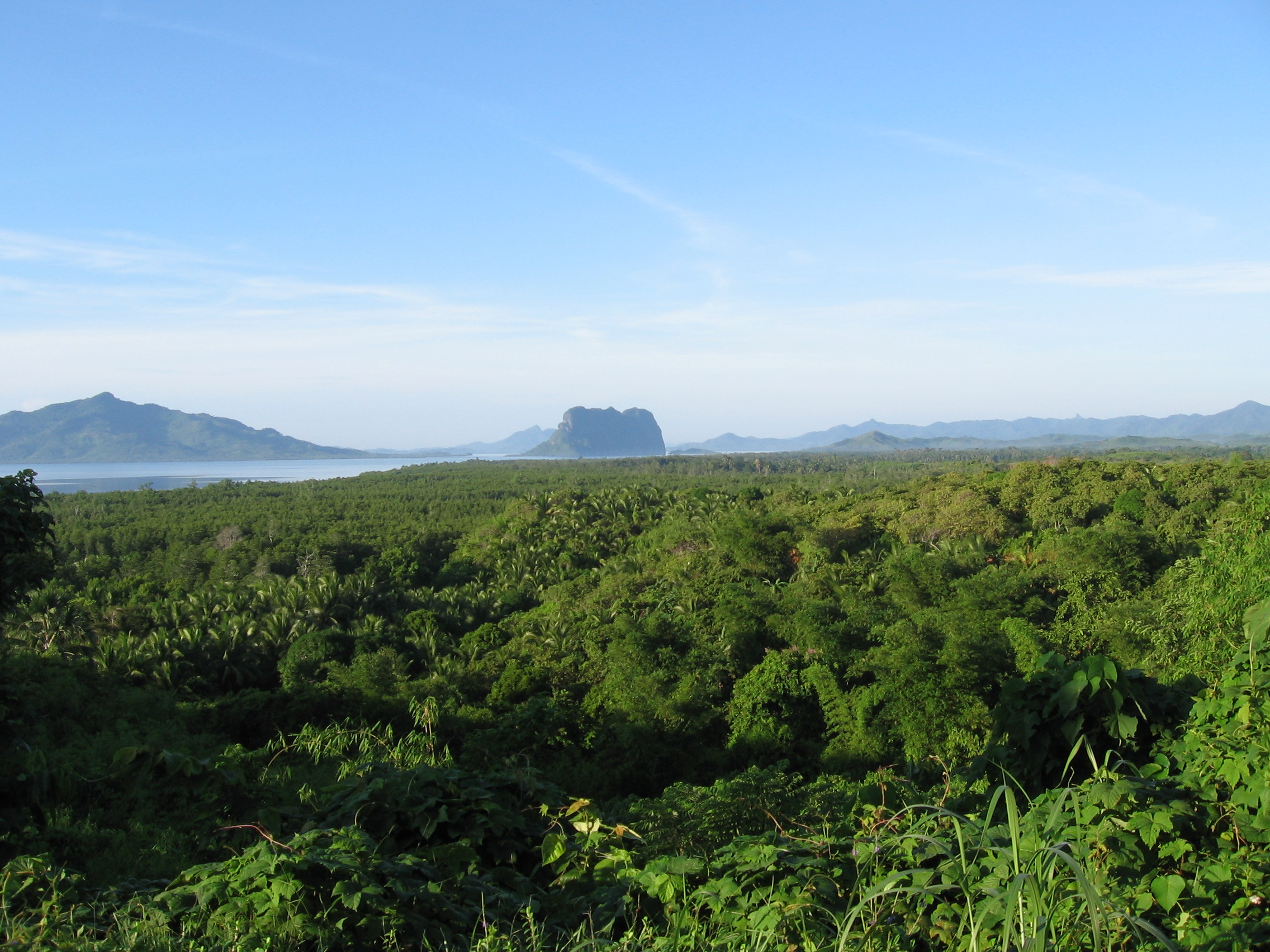
エルニドのマングローブ林
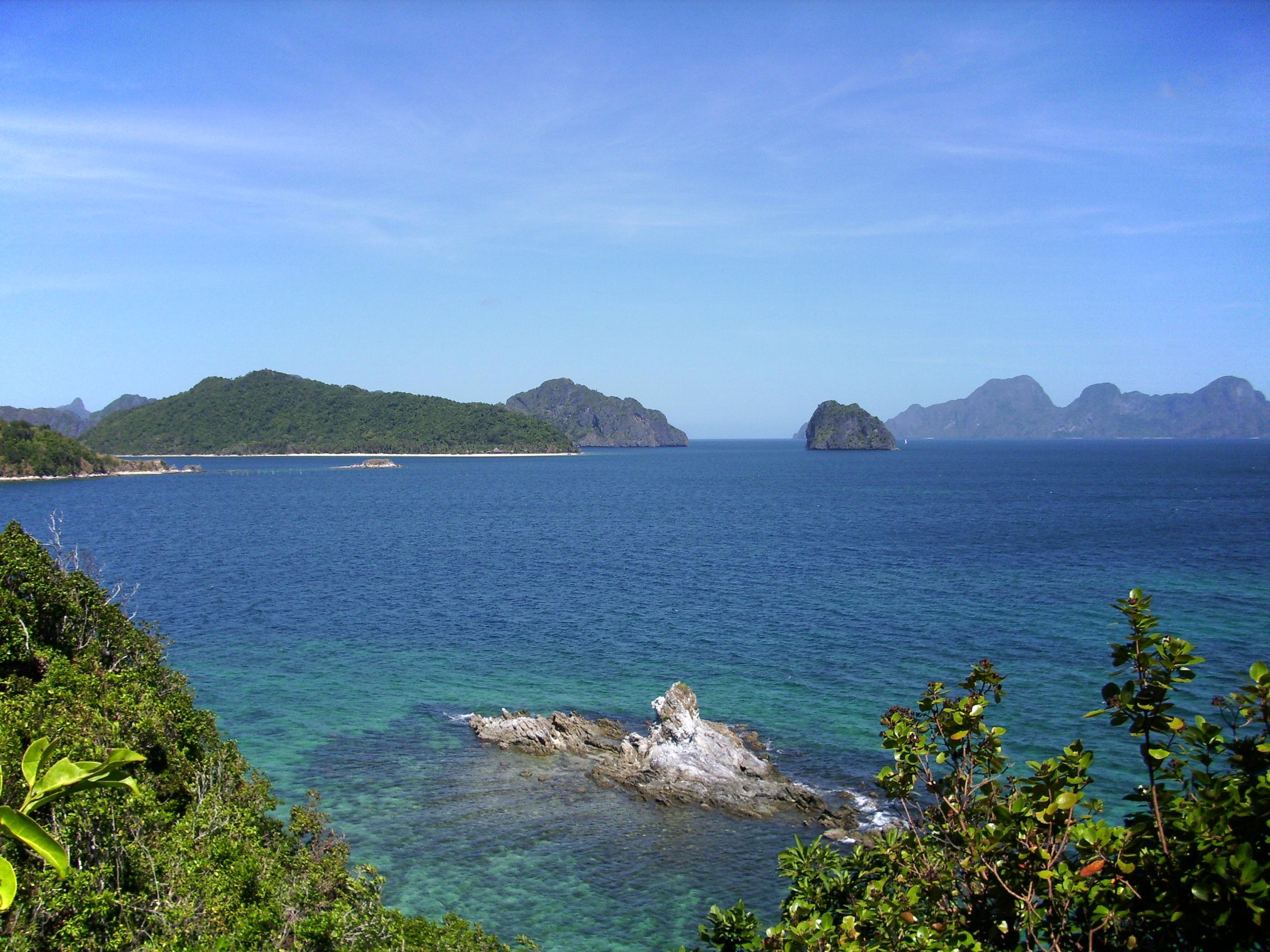
パラワン島

### 生物多様性
フィリピンは、世界でも有数の植物相の豊かな国 であり、発見率と固有種の割合が最も高い国の一つとなっている 。

### 気候

台風第30号、ハイエン

フィリピンは熱帯海洋性気候で、1年の大半は暑く湿度が高い。季節は夏と秋のみで、3月下旬から10月上旬が猛暑日の夏で10月下旬から3月上旬が涼しく乾燥している秋とされている。3月から5月は初夏、6月から10月は雨季になる。夏には復活祭があり、秋にはハロウィンやクリスマスあるいは新年のイベントを祝っている。南西からと北東からの季節風がある。気温は21℃から32℃で、1月が最も低く、5月が最も高い。
台風の通り道にあたり、7月から10月にかけて付近を通過する台風が多く、年間では平均19回通過する。フィリピンのはるか東の西太平洋海上で6月から12月にかけて熱帯低気圧が多く発生し、西に進み、一部は台風にまで発達して、フィリピンやインドシナ半島に進むものがある。なお、季節風の影響を受ける地域ながら、海に囲まれているために、冬季に卓越する北西からの季節風も、夏季に卓越する南西からの季節風も、いずれも降雨をもたらす。ただし、先述の台風の影響もあって、特に5月から11月にかけて多雨となる。なお、年間降水量は東部海岸山岳地帯で最大5000 mmに達することがある。

## 地方政治

### 地方政府
地方政治家は、地方選挙区から選ばれる議員（下院議員）や州知事、市長、町長などの地方政府の首長が当てはまる。
地方政治家は、大土地所有の大地主で地方権力を握り、経済的支配を背景に、世襲政治家が跋扈する。つまりは「金持ちによる支配」。地主と農民が互報酬制、つまりパトロン・クライアント関係（コスタリカ方式）で結び付けられている。伝統的な政治家（トラディショナル・ポリティシャン）を省略した「トラポ」 に象徴される汚職、公職を利用した汚職による私的蓄財というイメージが強い。また、私兵的な暴力集団を持つ地方政治家や、選挙時に投票者に通貨を配り買収する活動もする。
これらの地方政治家を表現する場合、「ボス」「ウォーロード」などが使われる。例として、イサベラ州のディー、ヌエバ・エシハ州のホソン、タルラック州のコファンコとアキノ、カマリネス・スル州のフエンテペリャ、セブ州のオスメーニャとドゥラノなど。
地方政治家は中央政府から比較的自由で、自分の支配地では「好き勝手やり放題」という認識が多い。

### 地方行政区画

フィリピンの行政区分

地方行政の最上位単位は、州と公認都市である。州と都市の数は、2024年10月時点で、州が82、公認都市が38。これらは、18の地方にグループ分けされる。
| 島         | 地方                   | 称号 （タガログ語） | 中心都市             | 面積          | 人口 (2020年) |
| ---------- | ---------------------- | ------------------- | -------------------- | ------------- | ------------- |
| ルソン     | 国家首都地方           | NCR                 | マニラ               | 638.55km2     | 1348万4462人  |
| ルソン     | イロコス地方           | Rehiyon I           | サン・フェルナンド   | 1万3012.60km2 | 530万1139人   |
| ルソン     | カガヤン・バレー地方   | Rehiyon II          | トゥゲガラオ         | 2万8228.83km2 | 368万5744人   |
| ルソン     | 中部ルソン地方         | Rehiyon III         | サン・フェルナンド   | 2万2014.63km2 | 1242万2172人  |
| ルソン     | カラバルソン地方       | Rehiyon IV-A        | カランバ             | 1万6873.31km2 | 1619万5042人  |
| ルソン     | ミマロパ地方           | MIMAROPA            | カラパン             | 2万9620.90km2 | 322万8558人   |
| ルソン     | ビコール地方           | Rehiyon V           | レガスピ             | 1万8155.82km2 | 608万2165人   |
| ルソン     | コルディリェラ行政地域 | CAR                 | バギオ               | 1万9422.03km2 | 179万7660人   |
| ビサヤ     | 西ビサヤ地方           | Rehiyon VI          | イロイロ             | 1万238400km2  | 473万0768人   |
| ビサヤ     | 中部ビサヤ地方         | Rehiyon VII         | セブ                 | 883300km2     | 654万5603人   |
| ビサヤ     | 東ビサヤ地方           | Rehiyon VIII        | タクロバン           | 2万3251.10km2 | 454万7150人   |
| ビサヤ     | ネグロス島地方         | NIR                 | バコロド、ドゥマゲテ | 1万311300km2  | 476万0340人   |
| ミンダナオ | サンボアンガ半島地方   | Rehiyon IX          | パガディアン         | 1万7056.73km2 | 387万5576人   |
| ミンダナオ | 北ミンダナオ地方       | Rehiyon X           | カガヤン・デ・オロ   | 2万0496.02km2 | 502万2768人   |
| ミンダナオ | ダバオ地方             | Rehiyon XI          | ダバオ               | 2万0357.42km2 | 524万3536人   |
| ミンダナオ | ソクサージェン地方     | Rehiyon XII         | コロナダル           | 2万2513.30km2 | 436万0974人   |
| ミンダナオ | カラガ地方             | Rehiyon XIII        | ブトゥアン           | 2万1478.35km2 | 280万4788人   |
| ミンダナオ | バンサモロ自治地域     | BARMM               | コタバト             | 1万2711.79km2 | 494万4800人   |

### 都市
| 1              | ケソン             | マニラ首都圏                       | 2,960,048 | 11 | ヴァレンズエラ             | マニラ首都圏                    | 714,978 |
| 2              | マニラ             | マニラ首都圏                       | 1,846,513 | 12 | ダスマリニャス             | カラバルソン地方 カヴィテ州     | 703,141 |
| 3              | ダバオ             | ダバオ地方 南ダバオ州              | 1,776,949 | 13 | ジェネラル・サントス       | ソクサージェン地方 南コタバト州 | 697,315 |
| 4              | カローカン         | マニラ首都圏                       | 1,661,584 | 14 | パラニャーケ               | マニラ首都圏                    | 689,992 |
| 5              | サンボアンガ       | サンボアンガ半島地方               | 977,234   | 15 | バコール                   | カラバルソン地方 カヴィテ州     | 664,625 |
| 6              | セブ               | 中部ビサヤ地方 セブ州 メトロ・セブ | 964,169   | 16 | サン・ホセ・デル・モンティ | 中部ルソン地方 ブラカン州       | 651,813 |
| 7              | アンティポロ       | カラバルソン地方 リサール州        | 887,399   | 17 | マカティ                   | マニラ首都圏                    | 629,616 |
| 8              | タギッグ           | マニラ首都圏                       | 886,722   | 18 | ラスピニャス               | マニラ首都圏                    | 606,293 |
| 9              | パシッグ           | マニラ首都圏                       | 803,159   | 19 | バコロド                   | 西ビサヤ地方 西ネグロス州       | 600,783 |
| 10             | カガヤン・デ・オロ | 北ミンダナオ地方 東ミサミス州      | 728,402   | 20 | モンティンルパ             | マニラ首都圏                    | 543,445 |
| 2020年国勢調査 |                    |                                    |           |    |                            |                                 |         |

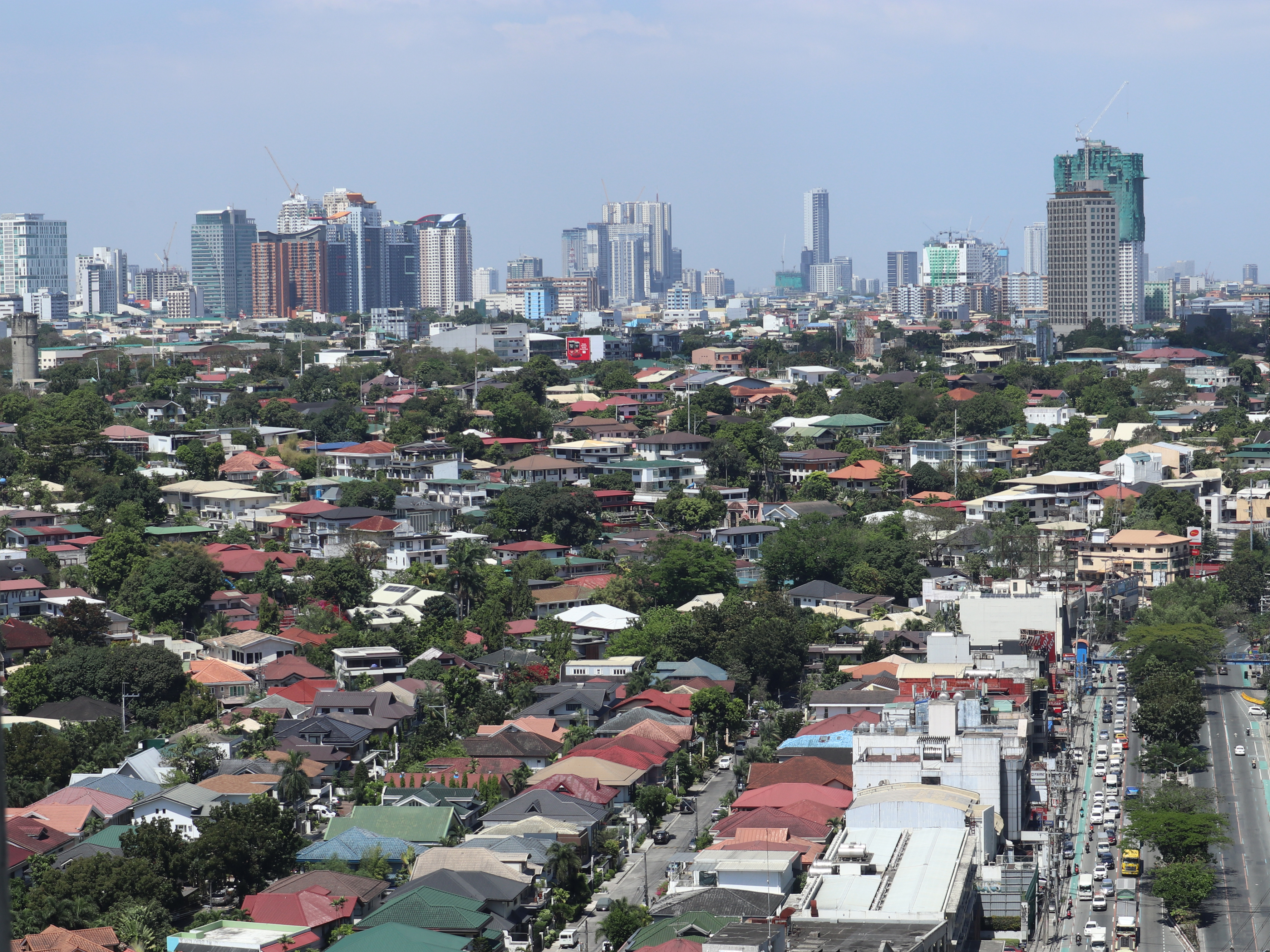
01.ケソン
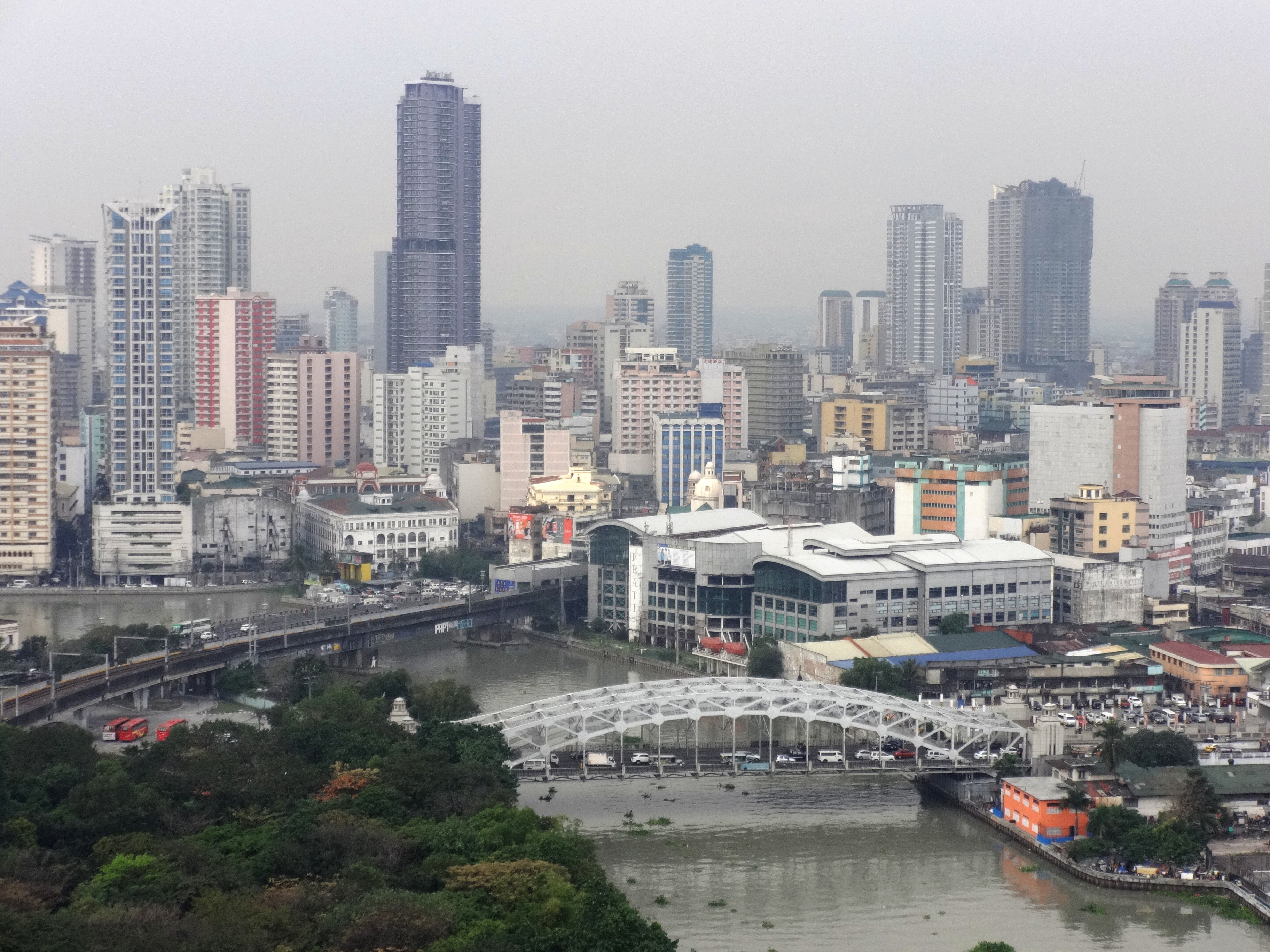
02.マニラ
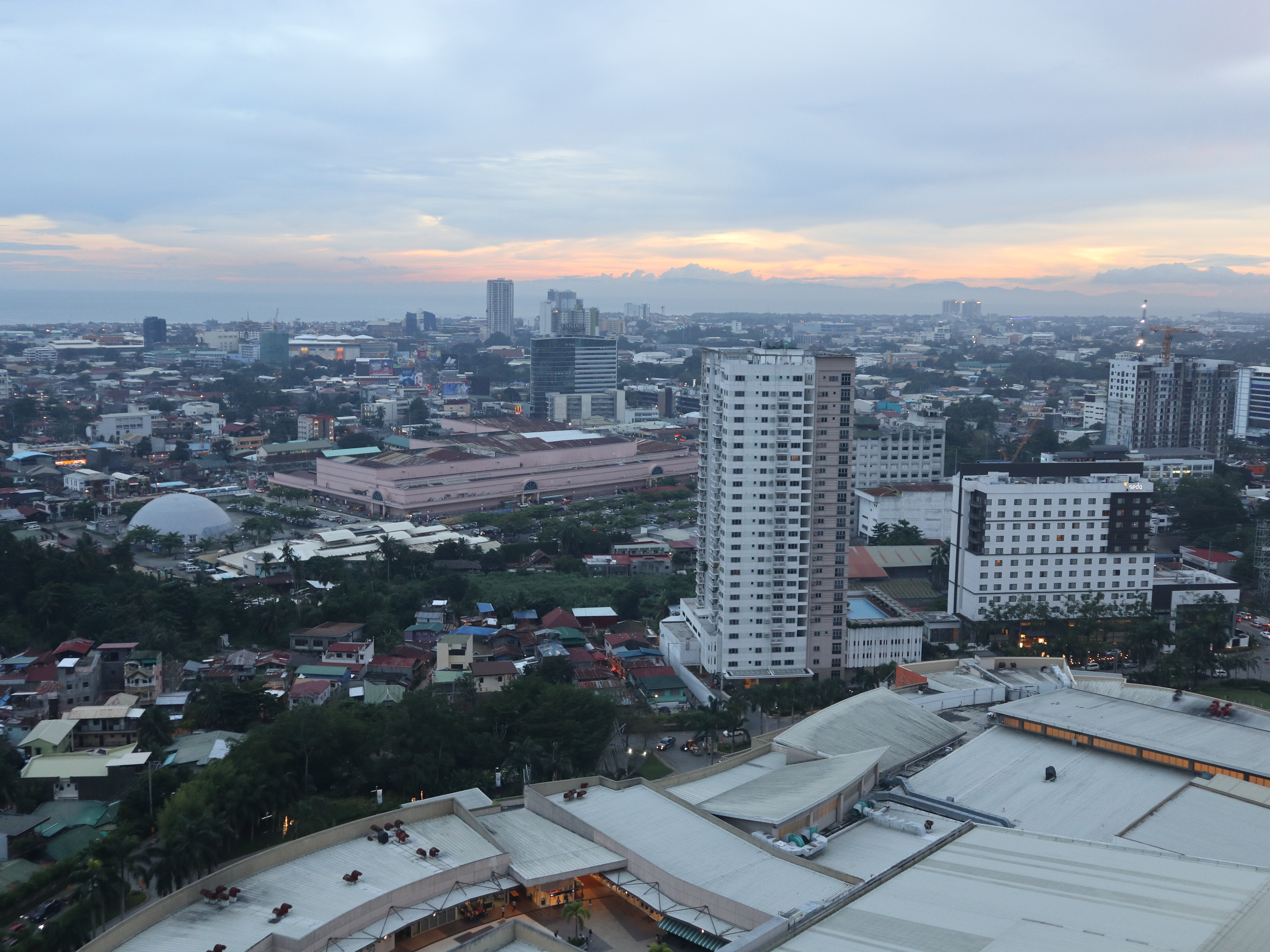
03.ダバオ
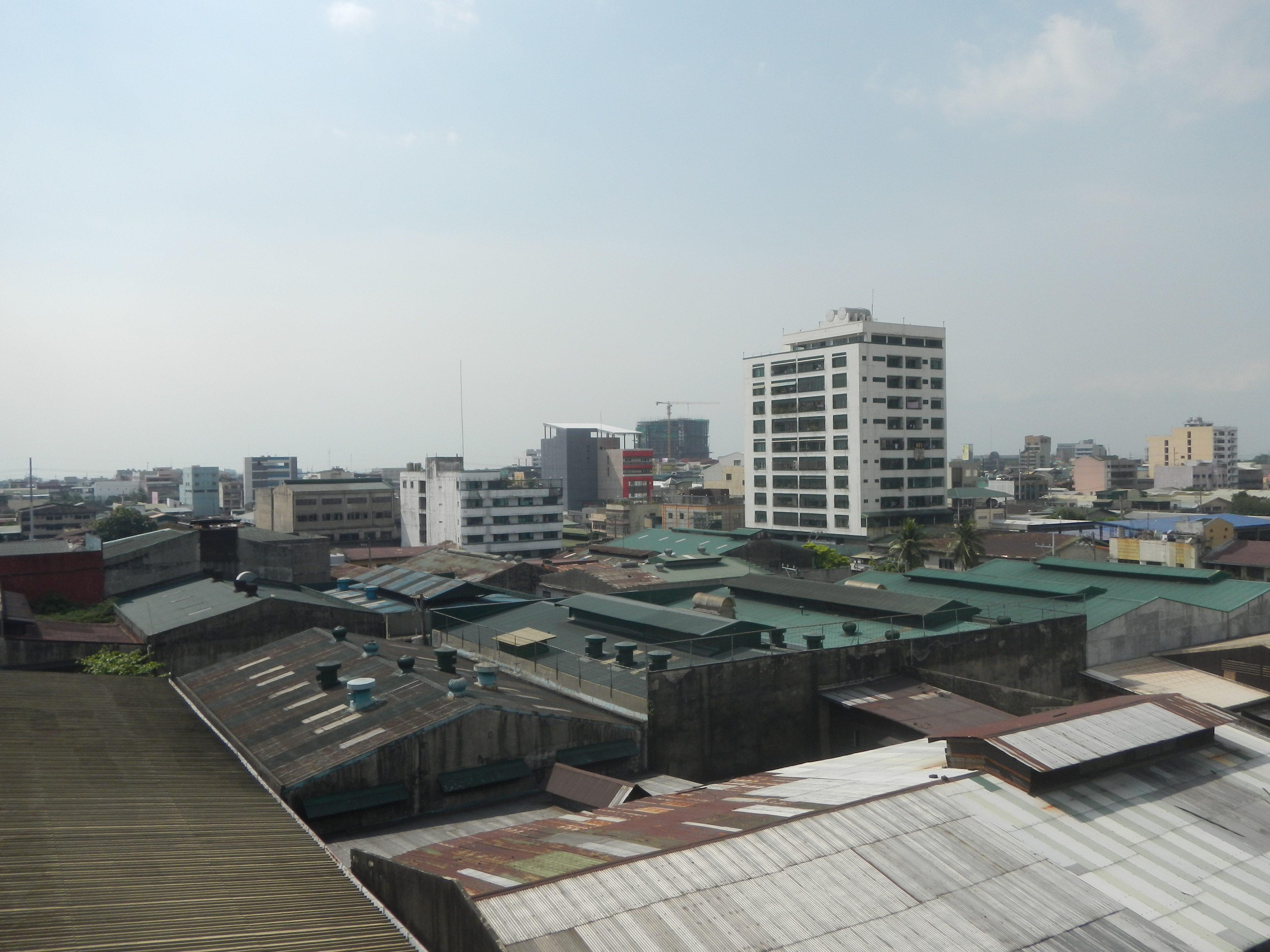
04.カローカン
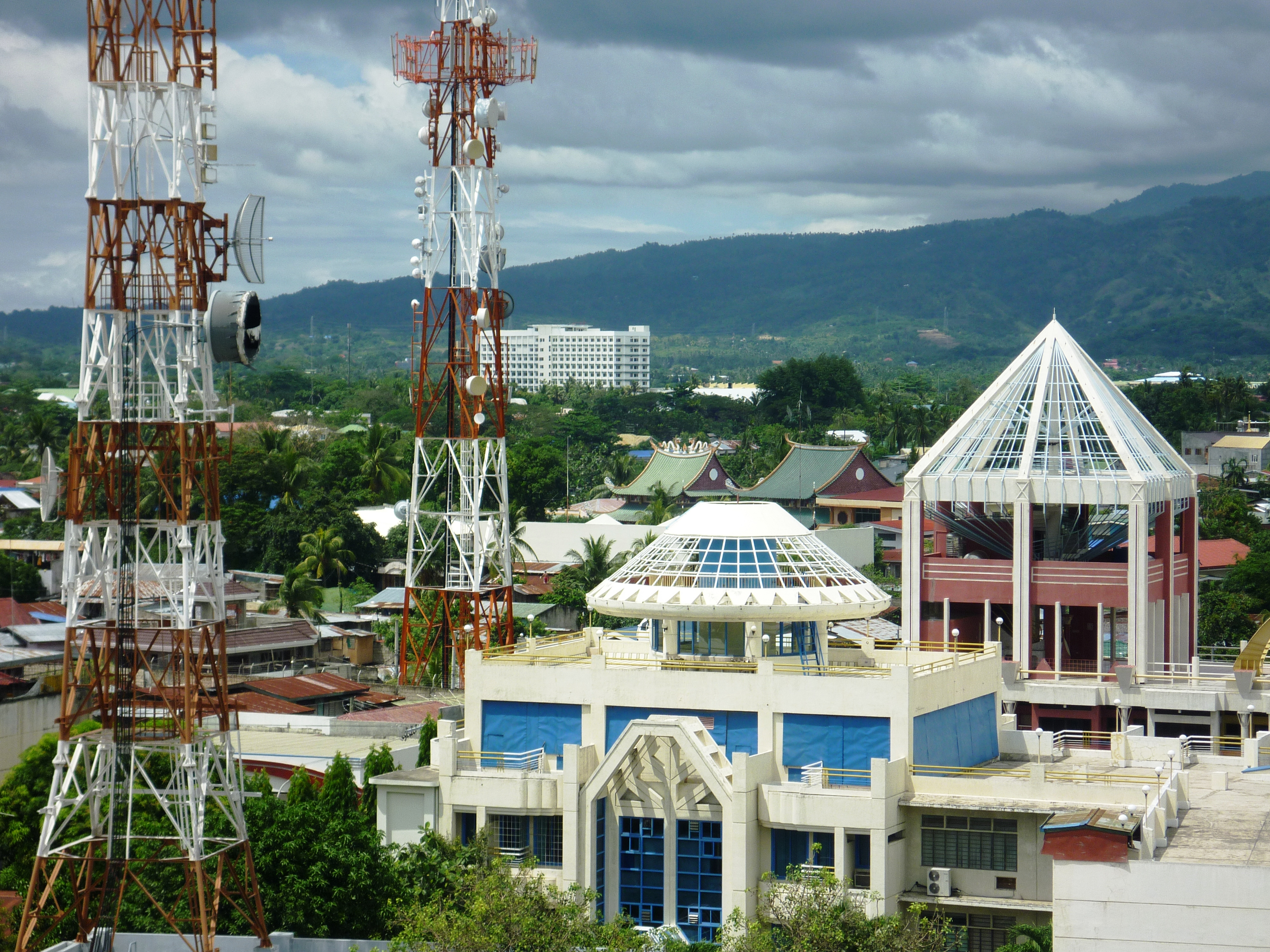
05.サンボアンガ

## 経済
アメリカ中央情報局（CIA）によると、フィリピンの2017年の購買力平価GDPは8756億ドルである。1人当たりでは8300ドルであり、世界平均の半分ほどである。フィリピンの経済は、輸出への依存度の低さ、比較的堅調な消費、1000万人を数える出稼ぎ労働者による海外からフィリピンへの仕送り、急成長するサービス業により、世界経済の混乱の中で比較的安定を保ってきた。2017年には、大胆なインフラストラクチャー支出の発表の影響もあり、2008年の世界金融危機以降初めて経常赤字に陥った。ただ、海外からの仕送りや金融システムは安定している。ただし、国民の貧富の差は大きく、都市部では貧困層が残飯を食べざるを得ないパグパグなどの問題も発生している。

### 農業

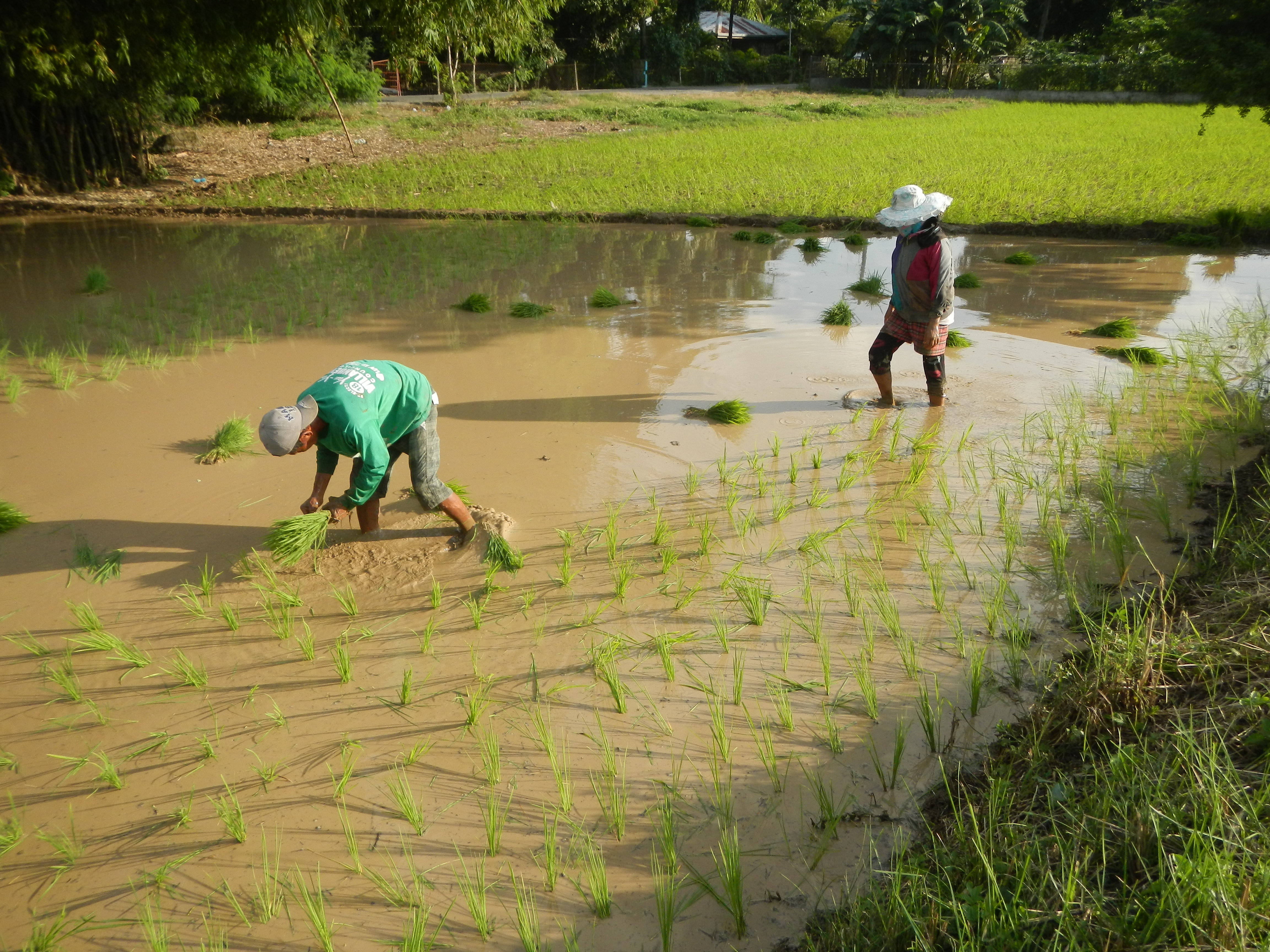

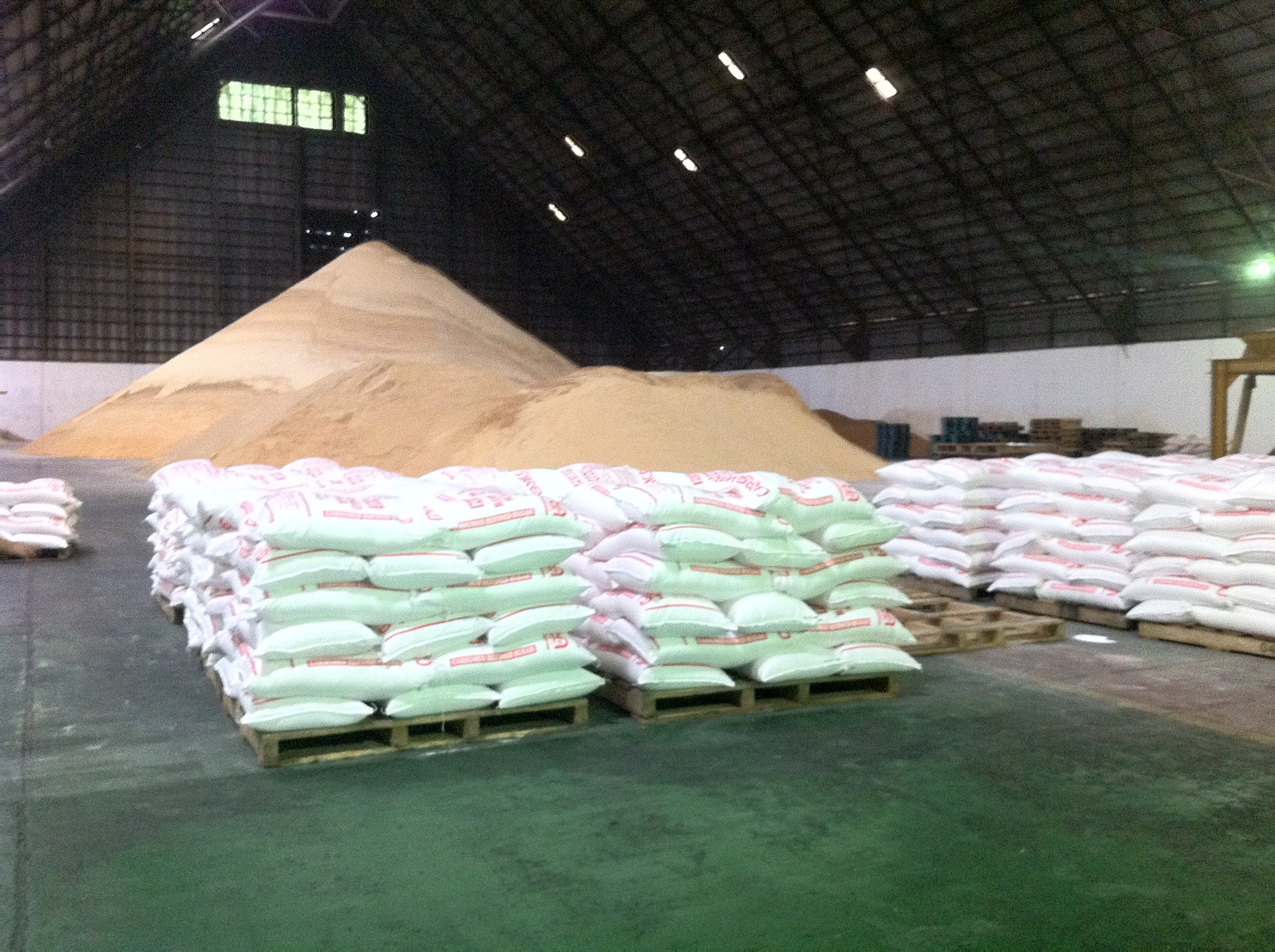
主要な生産物の1つである砂糖

フィリピンは他の東南アジア新興国と同様に基本的には農業国であり、全人口の約40%が第一次産業に従事している。熱帯に属することから多種多様な作物を作ることが可能で、サトウキビやココナッツ、コプラ、マニラ麻、タバコ（主に葉巻きたばこ用）、バナナ、マンゴー、パイナップルなどの生産が盛んである。
主食用にはコメ、トウモロコシを産し、特に米の生産が多い。毎年約1500万トンもの米を産出する世界第8位の米生産国であるが、その自給率は低く、世界最大の米輸入国である。アジア有数の農業国でありながら、大量の食糧を世界から輸入するというジレンマに陥っている。
そのことが、フィリピンの社会問題となっており、2007年-2008年の世界食料価格危機には政治的に大きな影響を受けた。その根本原因には過剰な人口と、過酷な貧困問題に加え、前近代的な農法から来る農業生産性の低さと、フィリピン政府官僚の政治腐敗、外貨を得るために輸出用商品作物の栽培に偏っているなど、様々な原因が指摘されている。
かつては緑の革命により、1970年代から1980年代を通して米の大増産に成功し、米自給率100%を達成し、米輸出国となったが、1990年代に入ると、緑の革命は頭打ちを迎えるようになり、生産量の横ばいになり、あるいは化学肥料の使いすぎ、水資源の枯渇などで生産量の減少さえ引き起こし、工業化による農地減少もあって、再び米輸入国に逆戻りしてしまう。現在も食料の自給率は遅々として回復せず、国民の生活は昨今の穀物価格の高騰やベトナム政府の米輸出制限措置の影響を大きく受けている。漁業は全国で幅広く行われるが、自給用の小規模なものが多い。
豊富な森林を有しているため、林業は盛んであり、マホガニー、ラワン材なども重要な輸出品となっている。アメリカ領土になった当時の1898年、国土の70%は森林で覆われていた。航空写真での森林調査が始まった1968年には、55.5%が残されていた。しかし、1981年の調査では40.8%にまで減っていた。そして原生林は森林面積の13%ほどしかない。フィリピンにおける森林の減少は21世紀に入っても続き、2003年に256万haの面積であった閉鎖林（面積の40%以上が樹木に覆われた森林）は、2010年に193万haにまで縮小。旧来型の焼畑農業の拡大や新たな農地を森林の開墾により求める手法は、地域住民の貧困の解消と森林破壊をトレードする図式となっており歯止めがかかりにくい状況になっている。2010年代に入るとベニグノ・アキノ大統領は、森林回復に向けた植林プログラムを実施。2016年までの大統領在任中に150万haの面積に15億本の苗木を植えるという目標を打ち出している。
アメリカによる植民地支配下では農業政策が失敗し、スペイン時代のプランテーション農業に基づく地主と小作人の関係が現在も続いている。この地主は全国に数十人おり、彼らの家族が国土の半分以上の土地を所有している。農村部では半数以上が1日1ドル以下の生活をする最貧困層で、これがミンダナオ島イスラム教地域では更に75%以上が最貧困層とされる。こうした貧困の緩和を目指して、政府は農業・農村開発プログラムとして、フィリピン農業省及びフィリピン農地改革省を中心に農業の近代化やインフラ整備を進めようとしている。

### 財閥
植民地時代・独裁時代に一部の特権階層が経済を独占してきたアシエンダ制（大農園）の影響が残っており、財閥による寡占状態にある。Andrés Sorianoによって急成長したサンミゲル醸造所を傘下に収めるサン・ミゲル社、不動産開発で成功したアヤラ財閥、砂糖プランテーションから不動産開発に多角化したアラネタ財閥、Ortigas Centerを所有するオルティガス財閥、ミンダナオのバナナプランテーションや銃器メーカーArmscorで有名なツアソン財閥 (Tuason Family)、コラソン・アキノの父Jose Cojuangcoの興したホセ・コファンコ・アンド・サンズ (Jose Cojuangco and Sons Inc., JCSI) 社を擁すコファンコ財閥、Alfonso Yuchengco率いるユーチェンコ財閥 (Yuchengco Group)、John Gokongwei率いるコーヒー会社や食品会社Universal Robinaで有名なゴコンウェイ財閥 (Gokongwei)、ヘンリー・シー率いるSMプライムホールディングスを擁すシューマート財閥 (SM Investments Corporation)、マリアノ・ケ (Mariano Que) 率いるMercury Drugなどが知られている。

### 鉱業・エネルギー
フィリピンは鉱物資源（銅、金、ニッケル、クロムなど）に恵まれた国で、かつてはインドネシアに次ぐ東南アジア有数の鉱産国であったが、1980年代から衰退し始め、銅の生産量は1980年の30万トンをピークに落ち込みが続き、2000年には3万トンしか生産されず、この20年間で銅生産量は10分の1にまで落ち込んでいる。これは、生産コストの上昇、金属価格の低迷によって引き起こされ、さらに1986年に起こったマルコス元大統領の亡命に見られるような政治的、社会的不安が鉱業の衰退に拍車を掛けた。1994年の鉱産税の減税、1995年の新鉱業法制定により、鉱業の再生が進むものと見られたのにも拘らず、その後も鉱業は冷え込んでいる。操業中の鉱山も2001年には12鉱山（金鉱山3、銅山4、ニッケル鉱山3、クロマイト2鉱山）となっている。しかし、未開発の鉱山もまだまだ多数存在しているとされており、北スリガオ州、マニラなどで優良な金鉱や銅鉱が発見されており、セブでも新たに金、銅、亜鉛を含む多金属鉱床が発見されており、フィリピン鉱業の潜在能力は非常に高いものである。
国内唯一のマランパヤ天然ガス田は枯渇が予想されており、石炭火力発電への依存を減らして地球温暖化抑制を進めるため、1984年に完成したものの運転していないバターン原子力発電所の稼働を目指している。

### 工業・貿易

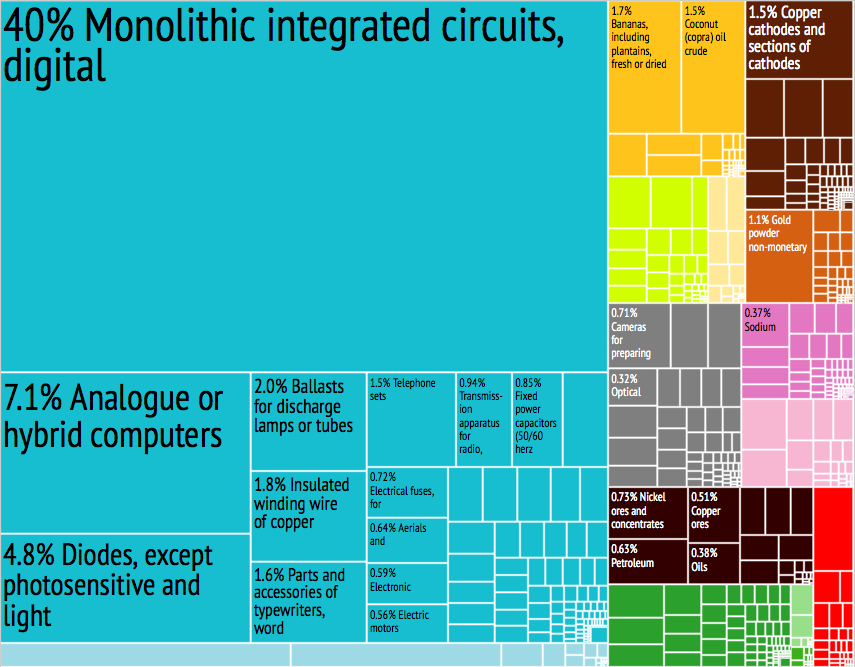
色と面積で示したフィリピンの輸出品目

フィリピンは工業の中心は食品加工、製糖、製剤、繊維などの軽工業が中心である。近年では電子部品の生産も盛んである。フィリピンの工業化はマルコス政権時代から図られ、中国やベトナムなどの共産圏と対峙するために、反共の砦としてアメリカ合衆国に軍事的・政治的に従属する代わりに莫大な支援を受けて、マルコス政権が開発独裁を進めた結果、農業国から軽工業国へと変貌を遂げ、1960年代にはフィリピンは東南アジアで最も豊かな国となった。
しかし1980年を境に、1人当たりの所得は次第に頭打ちとなり、独裁による政治腐敗や1983年に発生したアキノ上院議員の暗殺事件などを経て、1986年のエドゥサ革命によりマルコス政権が崩壊する。
そして、もともと脆弱だったフィリピンの社会情勢は一気に政情不安状態に陥り、フィリピン共産党系の新人民軍やイスラム教が主流を占めるモロ族との内戦状態が激化すると、次第に外国企業にとって「ビジネスのやりにくい国」「投資のしにくい国」「規制の多い国」になり、タイやマレーシアやベトナムなど、他のASEAN諸国が急成長するなかで「東南アジアの病人」と言われるほど、フィリピンの経済成長が伸び悩んでいく。
フィリピンのインフラストラクチャーも極めて貧弱で、とりわけ高速道路・鉄道、電力やエネルギーなどの社会資本の立ち遅れなどが、工業化を妨げる一つの要因となっている。その代わりに、重工業化がタイなどに比べると、まだ進んでいないため、皮肉にも今のところは原油価格の変動を受けにくいとも言える。
また、フィリピンはその地理から、天然の良港が多数あることを生かした造船業が盛んで、2010年時点では造船業で世界第4位の規模を誇る。日系・独系などの自動車メーカーの組立工場は、カビテ州やラグナ州に集中し、エアバスやボーイングの航空機部品工場は、バギオ市近郊に集中する。
| 順位 | 国家           | 貿易額        |
| ---- | -------------- | ------------- |
| 1    | 中華人民共和国 | 約5兆800億円  |
| 2    | 日本           | 約2兆9000億円 |
| 3    | アメリカ合衆国 | 約2兆6000億円 |

貿易額では中国が圧倒しており、2位の日本と3位のアメリカの貿易額合計に比肩する。

### サービス業
ビジネス・プロセス・アウトソーシング（BPO）は観光と並び、今後フィリピンで最も成長するであろう産業だと見られている。特にコールセンター業が有名で、労働力が安価であることと教育水準が高いことに加えて、元々アメリカの植民地であり暫定措置としてではあるが公用語が英語と定められ広範に使われていることもあり、欧米企業に人気がある。2010年にはインドを抜いて世界最大の委託先となっている。BPOの雇用者数は2005年には約10万人だったのが2012年には約70万人に増加しており、年間110億ドルを売り上げている。2016年にはさらに約130万人の雇用と年間274億ドルの売り上げを生み出すと予測されている。
その他にも、近隣の日本や韓国など非英語圏の国からの英語の語学留学先としても人気がある。

### 出稼ぎ労働
中東地域などに建設労働者、メイド、家政婦として出稼ぎを行うフィリピン人は多く、彼らが本国へ送金する仕送り額は2016年現在、1兆2780億ペソと名目GDP比率で8.8%に相当する額となっている。ただし彼らが勤務先で良好な労働環境に恵まれているとは限らず、しばしば虐待に遭う被害を受け、国際問題化することもある。

### 観光
| 順位 | 国・地域     | 人数        |
| ---- | ------------ | ----------- |
| 1    | 中国         | 100万4000人 |
| 2    | シンガポール | 67万3374人  |
| 3    | 香港         | 58万4481人  |
| 4    | マレーシア   | 55万4917人  |
| 5    | 韓国         | 40万3622人  |

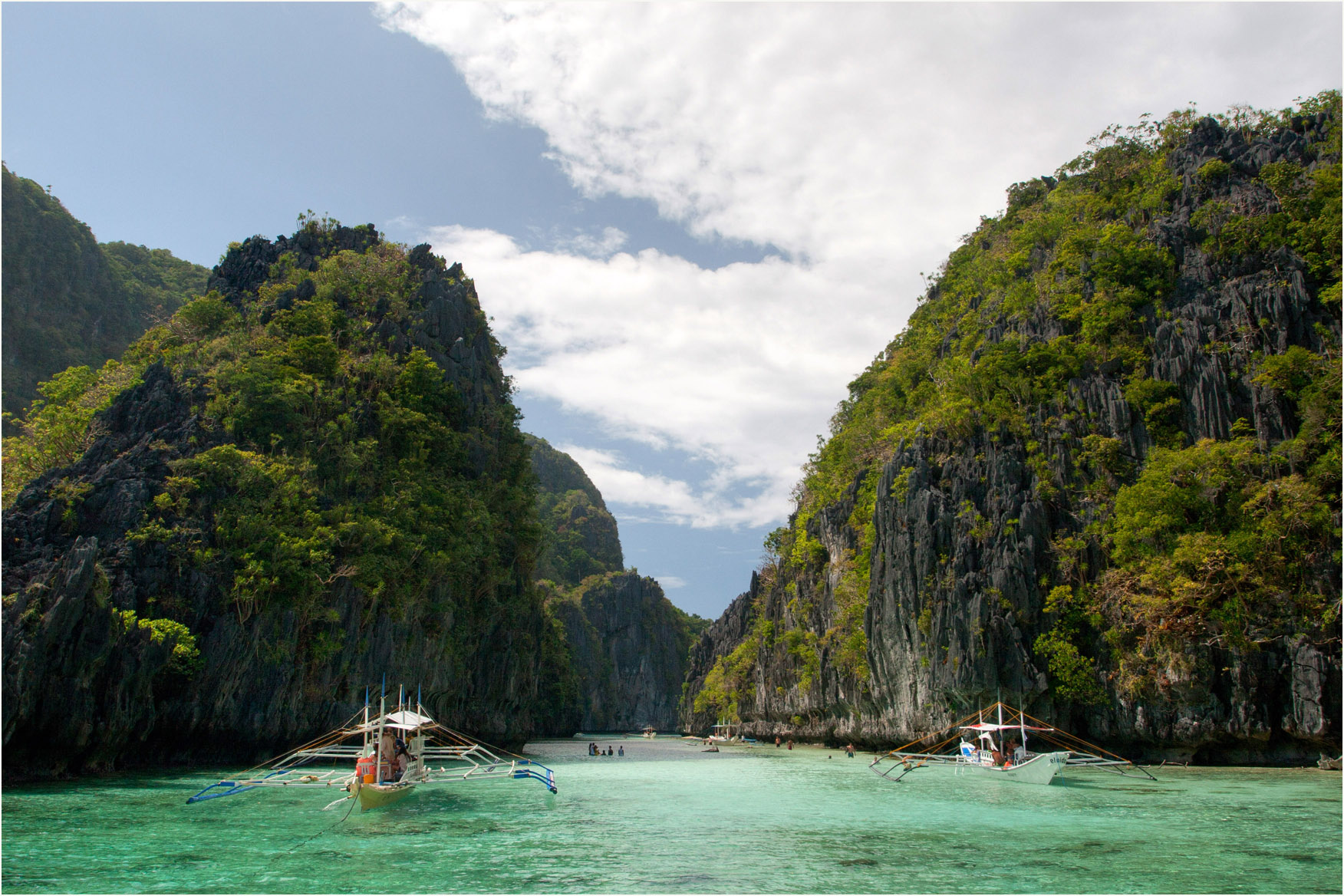
エルニド

セブ島やボラカイ島など、リゾートを中心とした観光業が重要な産業となっており、より観光客や工業投資を誘致するため、観光地の州政府はインフラ整備に余念がない。またカジノも、多くの観光客を惹き付ける魅力の1つとなっている。
逆にフィリピン人が、アジアに訪れる観光地トップ5の2015年データは、表の通りになっている。

### 経済成長率
経済成長率はグロリア・アロヨ政権時代の4.5%と比較し、2011年から2017は平均して6%以上を達成し、国際経営開発研究所（IMD）世界競争力ランキングの順位を上げた。2017年には直接投資が過去最高となったものの、憲法や各種法規が、海外資本による直接投資の妨げや、海外資本の土地や公共事業体の所有の制限となっているため、地方への海外資本の直接投資は限られている。

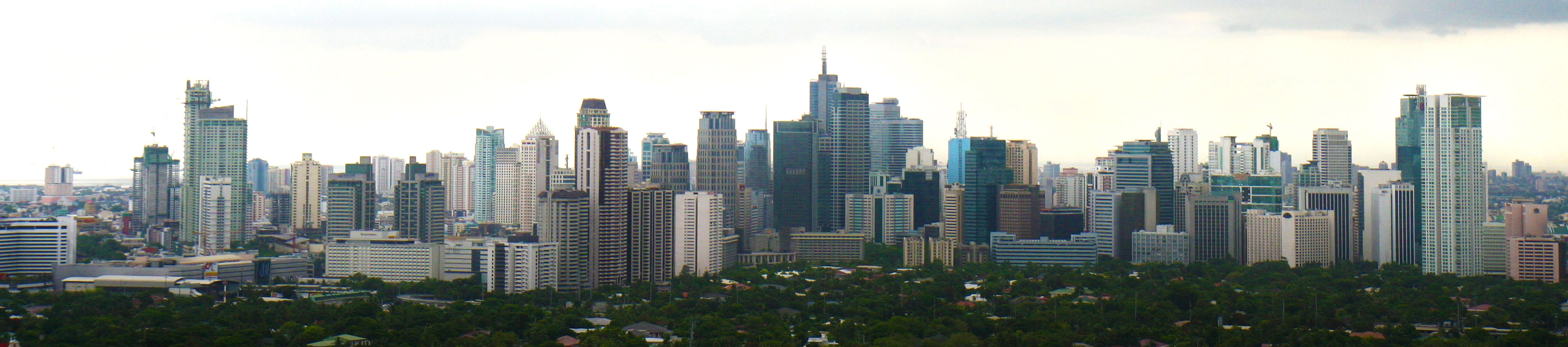
マカティ市は首都メトロ・マニラの1市で、マニラ市の南東に隣接している。
高層ビル群が立ち並び、フィリピンのビジネス首都と位置付けられ、「フィリピンのウォール街」とも呼ばれる。

## 交通

### 道路

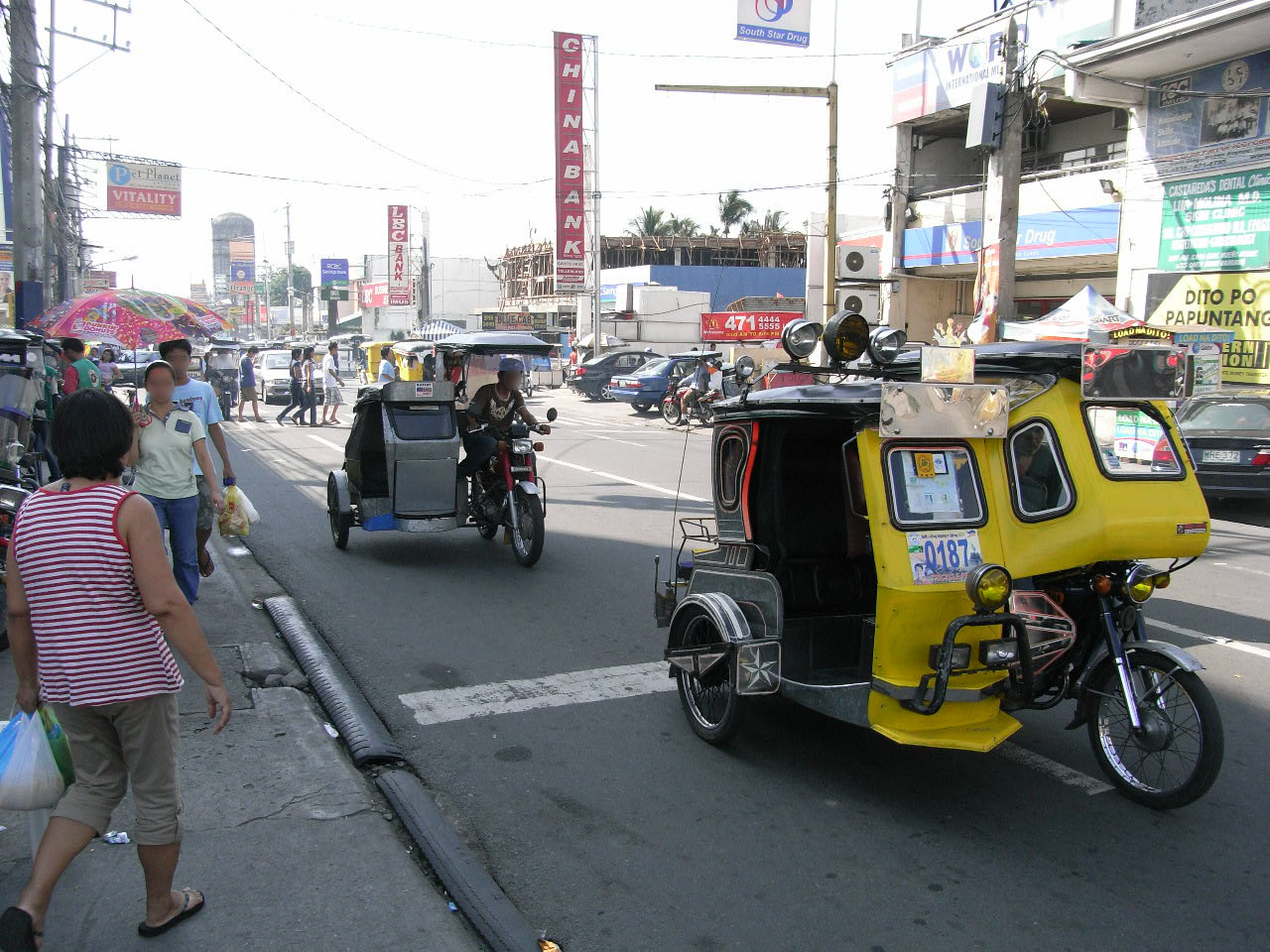
庶民の足「トライシクル」

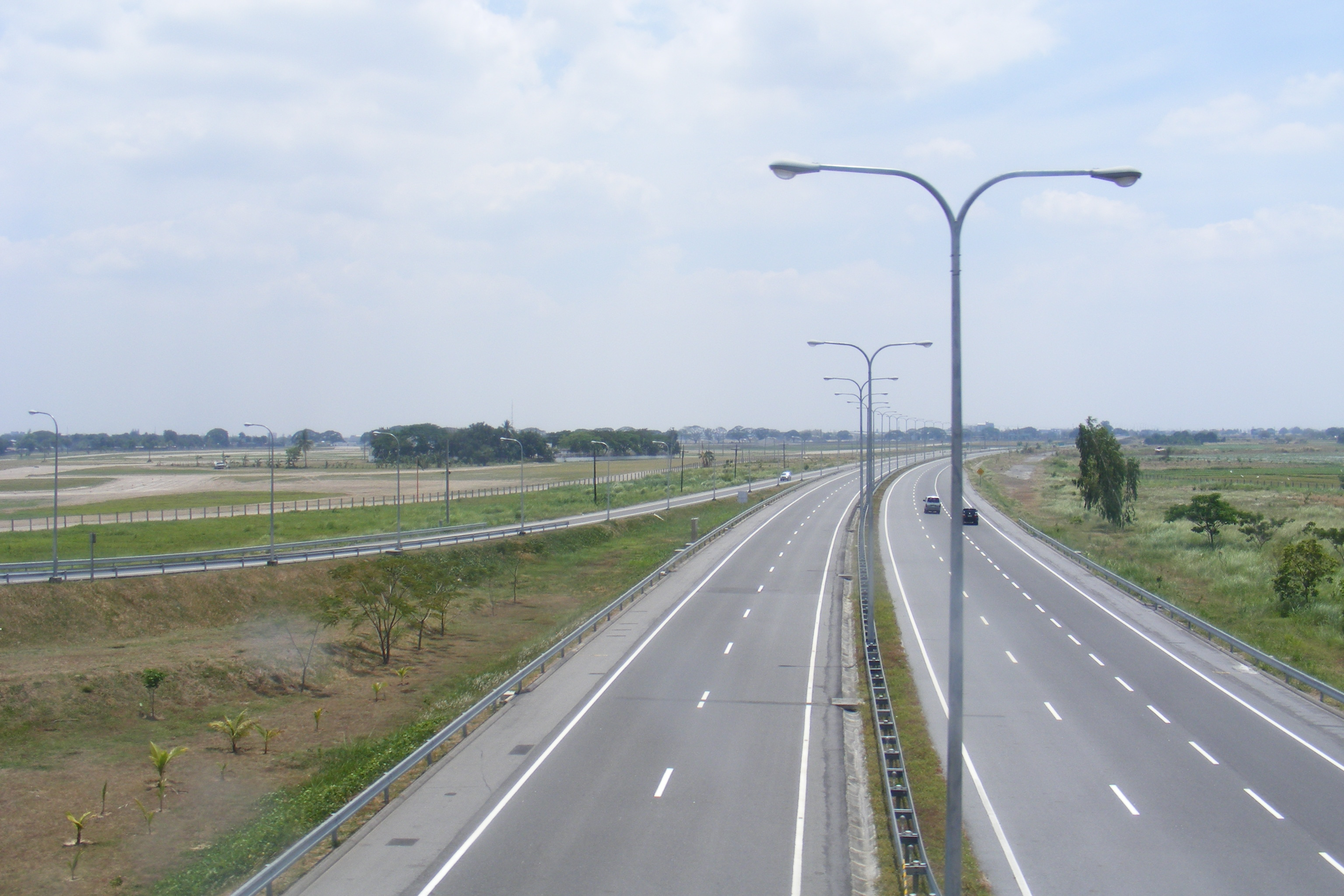
タルラック〜ラウニオン高速道路

マニラ南部ニノイ・アキノ国際空港近辺からカヴィテ州を結ぶSLEX(South Luzon Expressway)やケソン市からパンガシナン州を結ぶNLEX(North Luzon Expressway)といった高速道路があるが、短距離である。
近年は、SCTEX（Subic-Clark-Tarlac Expressway）やSkyway（マカティ-ビクータン）などの路線も開通しているが、マニラ首都圏へ続く木の幹に当たるロハス通りの幹線道路に、全ての枝状の道路が集中する構造で、環状道路もエドゥサ通りしかなく、貧弱な道路インフラストラクチャーと相まって道路信号なども充分に整備されておらず、深刻な交通渋滞が発生している。
ごく短時間の間に、警察官による車線規制を行い、時間帯によって、1本の道路を上り専用、下り専用道路として運用されたり、複車線の道路も時間帯で上り下りの車線数が変更されることが有る。その他、マニラ首都圏では一部地域において月曜日から金曜日までの間、ナンバープレートによる流入車規制が行われている。
フィリピン全土では、アスファルト未舗装の道路も多く、道路舗装事情が良くないため、SUV四輪駆動車の需要が多い。
以下の代表的な交通機関がある。（料金はマニラ首都圏基準）
ジープニー - 初乗り：子供７ペソ、大人8ペソ50センタボ
フィリピンで最も有名な交通機関の一つがジープニーであり、フィリピンの全土でみられる。これは第二次世界大戦後に在比米軍が払い下げたジープが元となったいわゆる乗合タクシーで、今日ではトヨタ・キジャン第3世代のTamaraw FXのように、最初からこの用途に製造された車体も登場している。バスとジープニー、それにTamarawは、規定された料金で決まったルートを走行する。
トライシクル - 初乗り15ペソ
オートバイにサイドカーを付けた料金交渉制の三輪タクシーで、庶民の交通機関としての役割を担っている。
タクシー - 初乗り40ペソ
ニノイ・アキノ国際空港に乗り入れるエアポートタクシーは、初乗り60ペソ。タクシーメーターが付いているが、メーターを使わず、メーター表示値の数倍相当額をボッタクリ要求する、もしくは敢えて遠回りして高額の料金を請求するタクシーが多い。クリスマスシーズンなどタクシー需要が多くなると、行き先を告げて、予め料金交渉するケースが増える。
バス - 初乗り12ペソ（エアコンバス）から、またはエアコン付でない通常のバスは10ペソから
日本から中古のバスを輸入しているケースが多いが、フィリピンの自動車道路は右側通行であるため左ハンドルに改造されている。座席は3列+2列の5列構造となっているものが多く、1席に付き初乗り12ペソ（又は10ペソ）である。子供を膝の上に乗せていれば料金はかからない。マニラ首都圏の基幹道路ともなっているエドゥサ通りの渋滞の原因ともなっているのが、このバス（市内、郊外向け）のどこでも乗せて、どこでも下ろす営業形態である。乗客を乗り降りさせるバス停は決められてはいるが、交通巡視員がいなくなると遵守されないことが多い。また、マニラ首都圏から各地方への中長距離バスが発着していて、すごいものでは、南部のルソン島外のイロイロやダバオ行きの長距離バスが、各島間の連絡船フェリーを介して、最長48時間以上かけて運行される路線もある。

### 鉄道

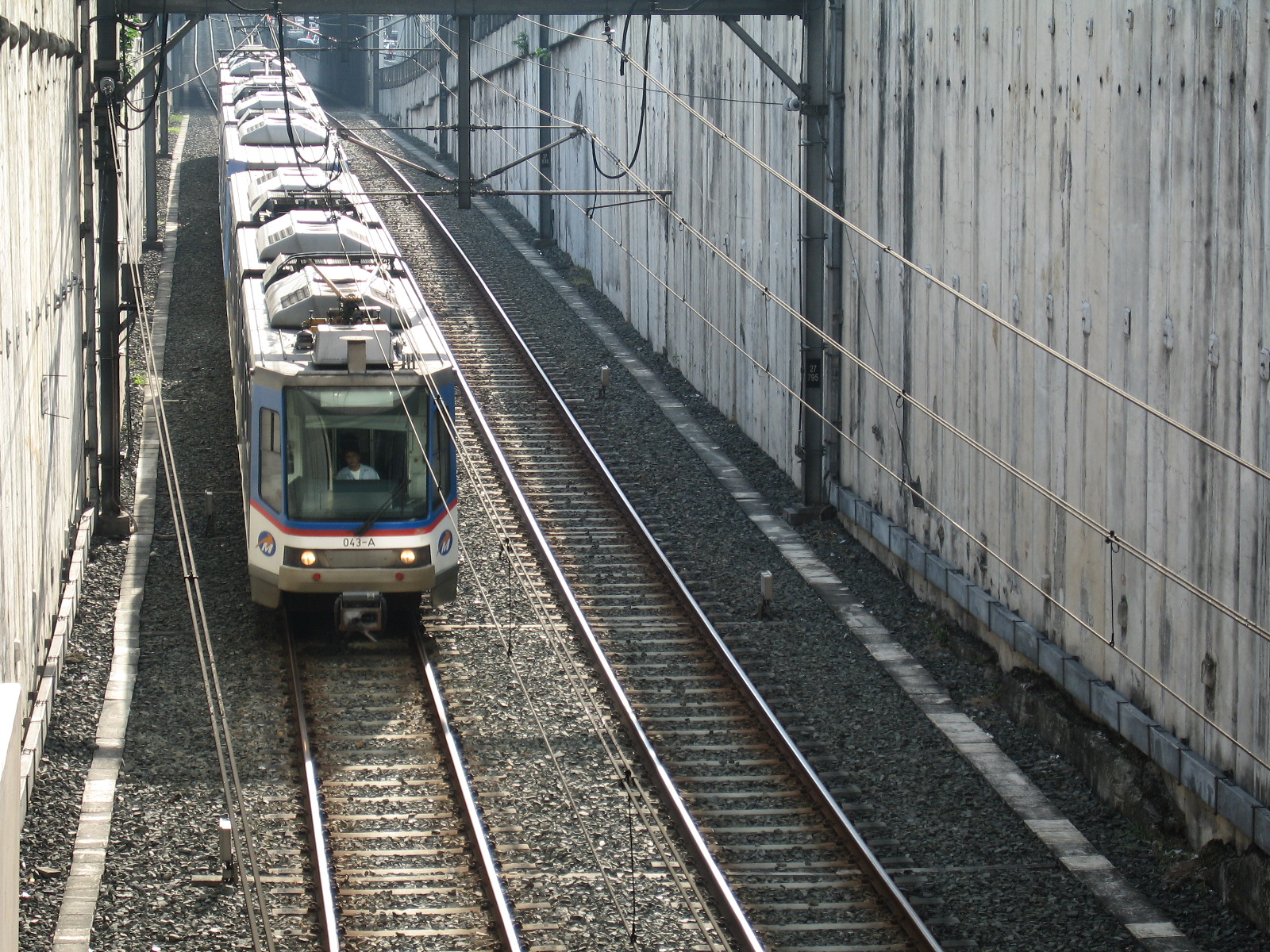
マニラ・メトロレール

長距離鉄道としてはフィリピン国鉄があり、ルソン島に鉄道網を持つ。フィリピン国鉄北方本線が1991年のピナトゥボ山の大噴火で全線運休し現在に至る他、台風などの自然災害で度々運休している。
都市間輸送については、高速バスの方が早くて多頻度かつ経済的であること、航空網が整備されていることなどから、鉄道による旅客輸送は衰退している。鉄道車両は日本で使用されなくなった客車や国鉄203系電車が輸出され使用されている。
都市鉄道としてはマニラ・ライトレール・トランジット・システム、マニラ・メトロレールの鉄道路線がある。マニラ首都圏の慢性的道路渋滞を解消するために建設された。料金は1路線につき10～15ペソ程度で運行本数も多く、市民の重要な足となっている。
その他、メトロ・セブにも都市鉄道を建設する計画がある。

### 海運
フィリピンの国土は多数の島々から成るため、フェリーボート、貨客船の航路が発達しているものの、使用船舶は他国での中古船が多く新造船は殆ど無く旅客定員も改造によって安全基準を超過しているものもあり、安全に対する意識が低く、事故率も高い（例：ドニャ・パス号事故）。

### 航空

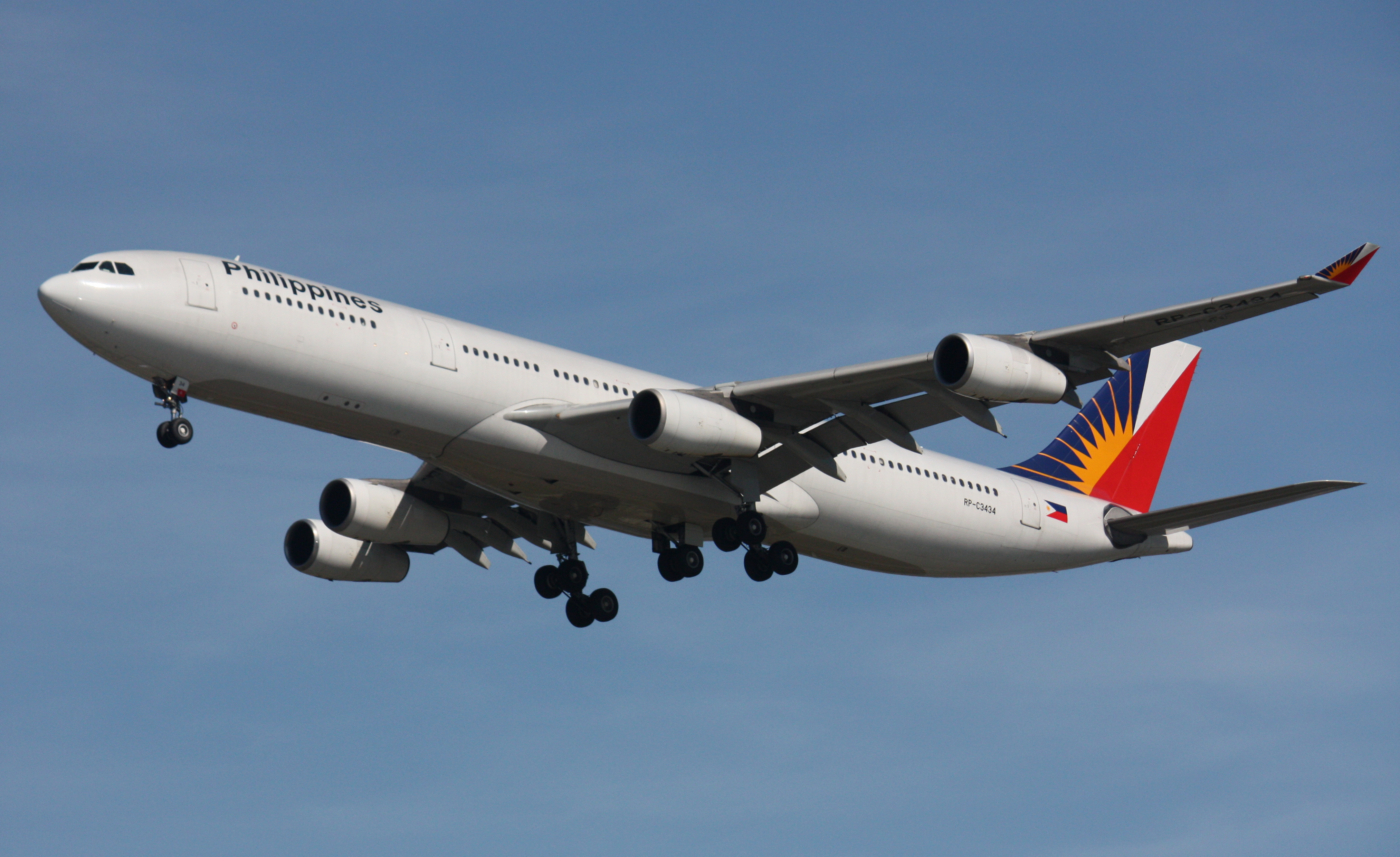
フィリピン航空のエアバスA340-313X機

ニノイ・アキノ国際空港、マクタン・セブ国際空港、クラーク国際空港などがフィリピンの空の玄関として機能している。
また、多島海国家という特徴から島嶼間の移動は必然的に航空機または船舶を利用することになるため、各航空会社の路線網が発達している。
以下の代表的な航空会社がある。（ここ数年、格安航空会社を中心に提携再編が繰り返されているので、最新の情報は要確認）
- フィリピン航空、PAL エクスプレス - フィリピン資本、ナショナル・フラッグ・キャリアとその子会社。
- セブパシフィック航空、Cebgo - 中華系フィリピン資本、LCC。
- エアアジア・フィリピン - 元フィリピン資本、マレーシア資本との合弁、LCC。

## 国民

### 民族

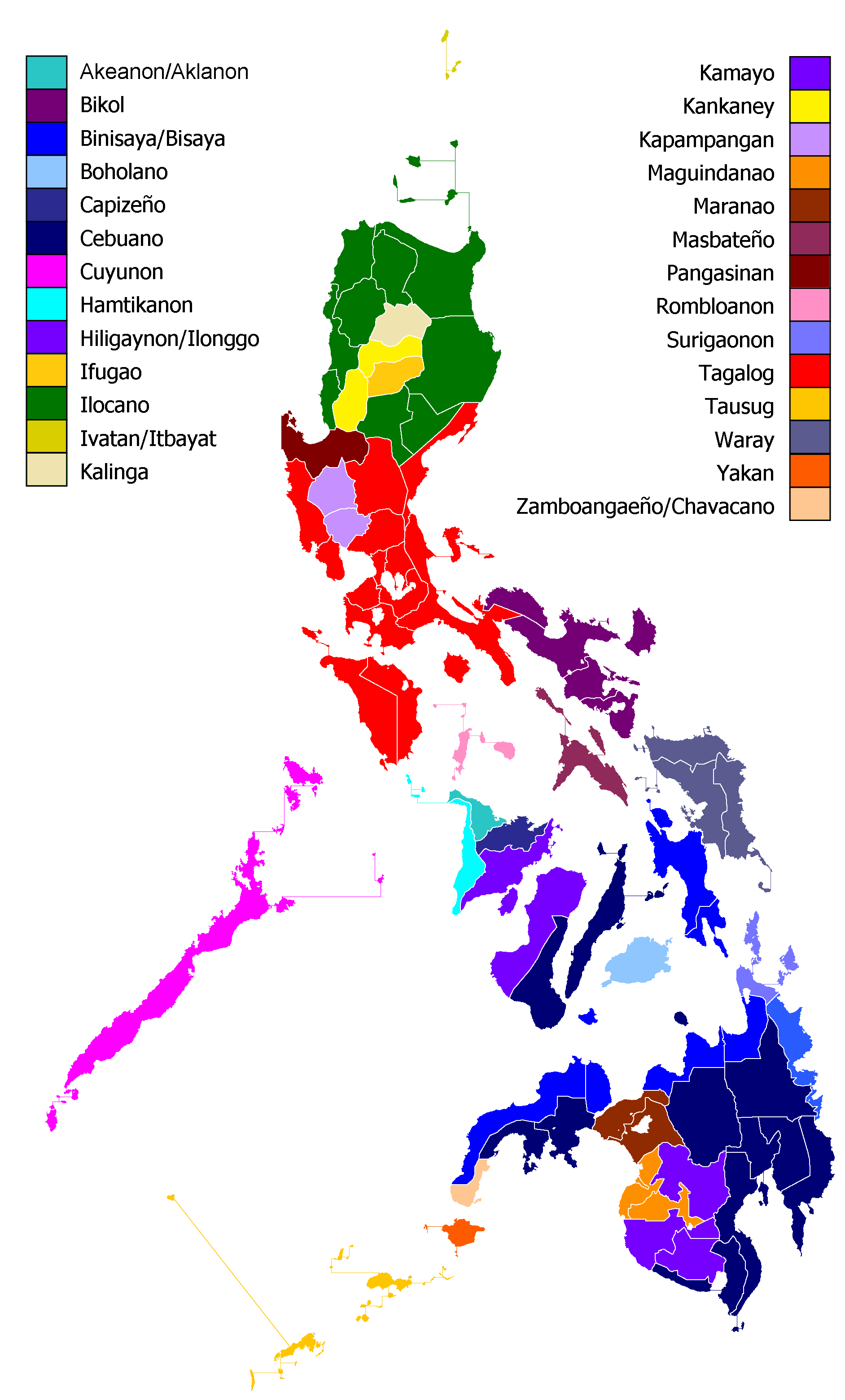
州ごとの民族分布

人口が1億人を超えたフィリピンはマレー系を始めとする多民族国家である。タガログ人、ビサヤ人、セブアノ人、ヒリガイノン人、ワライ人、イロカノ人、ビコラノ人、カパンパンガ人、パンガシナン人、マギンダナオ人、バジャウ人、ヤカン人、タウスグ人、サマル人、イヴァタン人、アエタ人、アティ人、バタック人、ルマド人
イゴロット人、ボントック人、イフガオ人、ティルライ人など。

#### フィリピン人
現在ではフィリピン人とは、フィリピンに生まれ育った土着の人々の名称である。このような考え方は19世紀半ば以降に意識され始めた。かつては、スペイン本国生まれのスペイン人と区別して、フィリピン諸島生まれのスペイン人を指して用いられた。彼らをフィリピーノ あるいはクリオーリョ、そして、土着の人々をインディオといった。また、スペイン人や中国人の移住者の男性と現地の女性との間に生まれた子どもはメスティーソと呼ばれた。この背景には、インディオやメスティーソのなかの富裕層の子弟たちが、スペインの圧政に耐え兼ね、改革や自治を求めた様々な運動があったことが考えられる。

#### タガログ族
フィリピンの主要民族はタガログ族であり、ルソン島のリサール州、ラグナ州、タルラック州、ブラカン州、バターン州などに住み、タガログ語は他のフィリピン諸語と同じく、オーストロネシア語に属する。これを母語とする者は2500万人以上と推計される。16世紀後半から約300年にわたるスペイン人の支配により、タガログ族の80%以上がカトリック教徒となっている。大半が木やニッパヤシでつくった小さな高床式の家屋に住み、水稲耕作を主とする農業を営んでいるが、主要な換金作物はサトウキビとココナッツである。19世紀から20世紀初頭にかけて起こった白人（スペイン人、アメリカ人）と日本人の植民地支配に対する革命運動で、最も重要な役割を演じた民族でもある。そのため、フィリピン国民の主要な英雄や、独立後の政府の指導者多く輩出している。ルソン島にはその他にもイロカノ族（人口約810万人）、ビコラノ族（人口約540万人。ビゴール語を話す）、カパンパンガ族（約人口300万人）、パンガシナン族（約人口110万人。但し、イロカノ族との混血が進んでいる）など、他にも多数の中小部族を抱えている。

#### ビサヤ族
続く主要民族はビサヤ諸島（セブ島、パナイ島、レイテ島、サマール島）を中心として、ルソン島からミンダナオ北部にかけて居住する新マレー系住民のビサヤ族である。オーストロネシア語族に属するビサヤ諸語を話し、人口は2000万を超えると推定されるが、政治的に、社会的地位は、タガログ族が圧倒的優位を占めている。但し、一言にビサヤ族と言えど、実際には多数の部族が存在している。ビサヤ族の最大の部族はセブアノ族であり、セブアノ語を話し、セブ、シキホール、ボホール島などの各島に居住し、1200万人の人口を誇る。2番目の人口を有するヒリガイノン族の人口は約700万人であり、ヒリガイノン語を話し、パナイ、西ネグロス、南ミンドロなどの各島に居住している。3番目にはワライ族であり、人口は約310万人。ワライワライ語を使用し、サマール、東レイテ、ビリランの各島に居住し、おもな生業は水田耕作による水稲栽培であるが、一部は漁労や商業にも従事している。主食は米、魚、野菜、果物である。双系親族、儀礼的親族を有する。かつてはラオンと呼ぶ至上神を信仰し、アニミズム信仰も盛んであったが、現在はほとんどキリスト教に改宗している。他にも多数の中小部族が存在している。そのため、マニラ中心の中央政府と協調関係を取りながらも、独自の文化、習慣、言語、民族性を保持している州政府が多い。

#### モロ族
ミンダナオ島などの南部にはイスラム教徒のモロ族（バジャウ族、ヤカン人、タウスグ人、サマル人など）が存在する。

#### 華人
フィリピン華人の大部分は中国大陸の福建南部（特に晋江）の出身である。明・清時代からの古い華人が多く、現地化や混血（メスティーソ）が進んでいる。元大統領コラソン・アキノも福建華人の子孫であり、フィリピン独立の英雄として知られるホセ・リサールも中国系移民の系譜を持つ。現在でも中国語（福建閩南語）を話し、中国の生活習慣に慣れ親しむ者は100万人程度と推定される。苦力出身者がほとんどおらず、商業移民が中心となっている。中国系移民の総人口に占める割合は比較的小さいが、2012年6月にフォーブズが発表したフィリピンの富豪上位10位の7割を中国系移民及びその子孫の企業グループが占めているように、経済的成功者も多く、フィリピン社会への影響力は大きい。
フィリピンの華人は、スペイン統治時代に幾度も排斥政策を取られたことから、存続のため、現地社会との融合度が高く、現地人との通婚が進んでおり、仏教を捨ててカトリック教会へ改宗した者も多い。また、フィリピンが反共を掲げた経緯から、同じく反共を掲げ、西側陣営に属した台湾（中華民国）との関係が深い。フィリピンの華人社会で使われる漢字は、台湾と同じ繁体字である。

#### メスティーソ
過去数百年で中国系（華人）やスペイン人（サンボアンゲーニョ）との混血が進み、混血率は高い。地域によって混血率は違い、スペイン統治時代に重要な軍港であった地域、特にサンボアンガでは、スペイン人との混血率が高い。混血者はラテンアメリカと同様にメスティーソと呼ばれる。フィリピンは外国へ出稼ぎに行く国民が10人に1人はいる出稼ぎ国家で、外国で働く労働者が多いため、その他の混血の人も多い。その中でも、日本人・アメリカ人とフィリピン人の混血が多い。

#### 少数民族
山岳地帯のネグリト、ボントック、イフガオなどがいる。フィリピン各地の山岳地帯や南部のミンダナオ島、スールー諸島、パラワン島の住民は中北部の低地住民とは文化や生活様式を異にしてきた人々を少数民族という。これらの人々は全人口の10%前後であるといわれている。南部に住むムスリム（モロ族）と各地の山岳地帯に住む住民の2つに分けられる。アメリカは、少数民族を「非キリスト教徒部族民」と名付け、後進的な野蛮人と見なした（モロの反乱）。これらの少数民族からも国会議員や地方議員が出ているが、彼らは地域の「ボス」であることが多く、少数民族の利害や権利は政治に反映されなかった。差別の原因を宗教の違いにされたり、無知からくる偏見にさらされた。

### 人口

人口密度（2009年）

- フィリピンの人口は2022年現在で1億1,020万人となっており[77]、これはアフリカのエチオピアに次いで世界第13位に位置する。
- 2014年7月27日に人口が1億人の大台を突破し[78]、なおも人口爆発の状態が続いている[79]。

| 1960年     | 1970年     | 1975年     | 1980年     | 1990年      |
| ---------- | ---------- | ---------- | ---------- | ----------- |
| 27,087,685 | 36,684,486 | 42,070,660 | 48,098,460 | 60,703,206  |
| 1995年     | 2000年     | 2007年     | 2010年     | 2015年      |
| 68,616,536 | 76,506,928 | 88,566,732 | 92,337,852 | 100,981,437 |

### 言語
| 言語                  | 話者数  | 話者数 | 話者数     |
| --------------------- | ------- | ------ | ---------- |
| タガログ語            | 24.44 % | 24.44  | 22,512,089 |
| セブアノ語            | 21.35 % | 21.35  | 19,665,453 |
| イロカノ語            | 8.77 %  | 8.77   | 8,074,536  |
| ヒリガイノン語        | 8.44 %  | 8.44   | 7,773,655  |
| ワライ語              | 3.97 %  | 3.97   | 3,660,645  |
| その他の現地語/方言   | 26.09 % | 26.09  | 24,027,005 |
| その他の外国語/方言   | 0.09 %  | 0.09   | 78,862     |
| 言及なし              | 0.01 %  | 0.01   | 6,450      |
| 合計                  | 合計    | 合計   | 92,097,978 |
| 脚注:フィリピン統計局 |         |        |            |

国語はフィリピン語、公用語はフィリピン語と英語であるが、母語として使われる言語は、合計172に及ぶ。これらのほとんどはアウストロネシア語族に分類されるが、アウストロネシア語族の言語間にも、ほとんど意志の疎通が図れないほどの違いがある。他には、スペイン植民地の歴史を反映してスペイン語やチャバカノ語がある。なおスペイン語は、1986年まで公用語だったこともあり、中等教育課程から必須科目としてスペイン語教育が行われていたが、現在は一部の学校及び大学でのみ行われている。フィリピン政府は各地で英語とフィリピン語が使われている事実から、両者を公用語であると宣言しており、スペイン語やアラビア語が自発的な運動により公用語になりうる事も示唆している。
フィリピン語は、1987年に成立したフィリピン共和国憲法において、初めて国語を言い表すのに正式に採用された人工言語である。実質的にはマニラ首都圏を中心として話されている地方語の一つであるタガログ語 (Tagalog) を基にして採用された言語である。そもそもフィリピン国内では、ルソン島やミンダナオ島、セブ島を含む7100以上の島々からなる地域において、タガログ語をはじめ、セブアノ語（セブ語、ビサヤ語）、ボホラノ語、ワライ語、ビコール語、ヒリガイノン語、イロカノ語、パンパンガ語の8大言語 を含む100近い言語集団があると言われている。
アメリカ合衆国の植民地であったこともあり、アメリカ英語がかなり普及している。一方で、ナショナリズムの高まりと共に、政府はフィリピンが一体となって発展していくためには、国内全域で通用するフィリピンの共通言語が必要であるとし、タガログ語を基本としたフィリピン語を作り、普及に務めてきた。1934年のタイディングス・マクダフィ法を受けて、同年に開かれた憲法制定委員会で、公用語や国語の問題が話し合われ大論争となった。最終的には、固有の1言語を基礎として国語の確立をすることで収まった。これを受けて、1937年、ケソン大統領がタガログ語を国語の基礎として選択するという宣言を行った。
英語のタガログ語的運用あるいはタガログ語の語彙の不足を英語で補った言語運用が「タグリッシュ」と呼称されることがある。

### 人名・婚姻
フィリピンのキリスト教社会では、名前は西洋式に「名、ミドルネーム、姓」の3つの部分からなる。その場合、未婚者および男性は母親の旧姓を、結婚して夫の姓となった女性は自分の旧姓をミドルネームとしていることが多い。ミドルネームはイニシャルのみを記す場合と、そのまま書き表す場合がある。スペインによる長い植民地支配時代の間に、地元民はスペイン人の姓から選んで自らの姓を名乗ってきたため、フィリピンではスペイン語姓が主流であるが、華人系の姓も多い。名は旧来のスペイン語の名前に加えて、英語その他、主にヨーロッパ系の名前が自由につけられている。
婚姻の際には、従来の法律では、結婚時に女性側は、自分の姓をミドルネームとして相手の姓を用いるか、相手の姓のみを用いるか、相手のフルネームにMrs.をつけるか、を選ぶことが可能、とされていた。2010年に、最高裁判所は、女性の権利を守る観点から、これらに加えて、相手の姓を用いず自分の姓のみを用い続ける（夫婦別姓）ことも可能、との判断を下した。

### 宗教

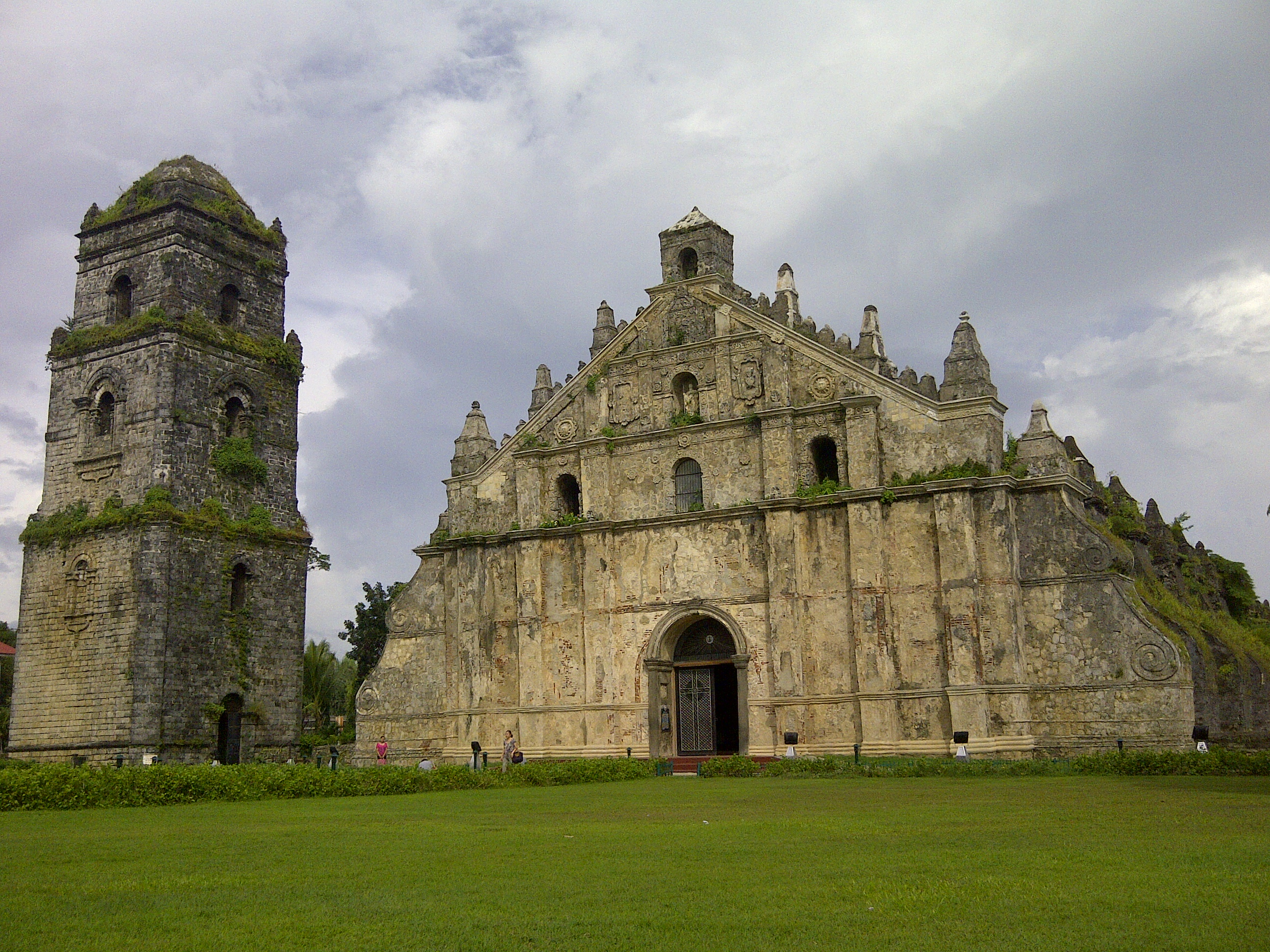
セント・オーガスチン・パオアイ教会

フィリピンは、バンサモロ自治地域を除けば、東南アジアでは東ティモールと並ぶキリスト教国である。キリスト教は、スペイン植民地時代に広まった。スペインが16世紀に伝えたものは、ローマ・カトリックであった。そのため、今でも人々のほとんどが、ローマ・カトリックの信者である。
キリスト教徒はフィリピンの全人口の90%以上を占める。2000年の国勢調査では、カトリックが82.9%（カトリック教会が80.9%、アグリパヤンが2%）、福音派が2.8%、イグレシア・ニ・クリストが2.3%、その他のキリスト教が4.5%を占める。
フィリピン独立教会がある。
2000年の国勢調査でのキリスト教の他の宗教は、スペイン人到来以前にもたらされたイスラム教が南部ミンダナオ島を中心に5%、その他が1.8%、不明が0.6%、無宗教が0.1%である。イスラム教やキリスト教伝来以前は、各島の自然の精霊などを信じる原始宗教（フィリピン神話）があった（「フィリピンの神話上の生き物」も参照）。
フィリピン共和国憲法に政教分離の規定は存在するものの、カトリック教会の影響は強く、フィリピン司教協会は離婚法や人工妊娠中絶や避妊に対して反対し、政治家に対して政治介入しており、フィリピンで人口爆発と貧困が続く一因となっている。また、結婚制度は存在すれど、離婚制度自体が法整備されていない国家として有名である。

### 教育

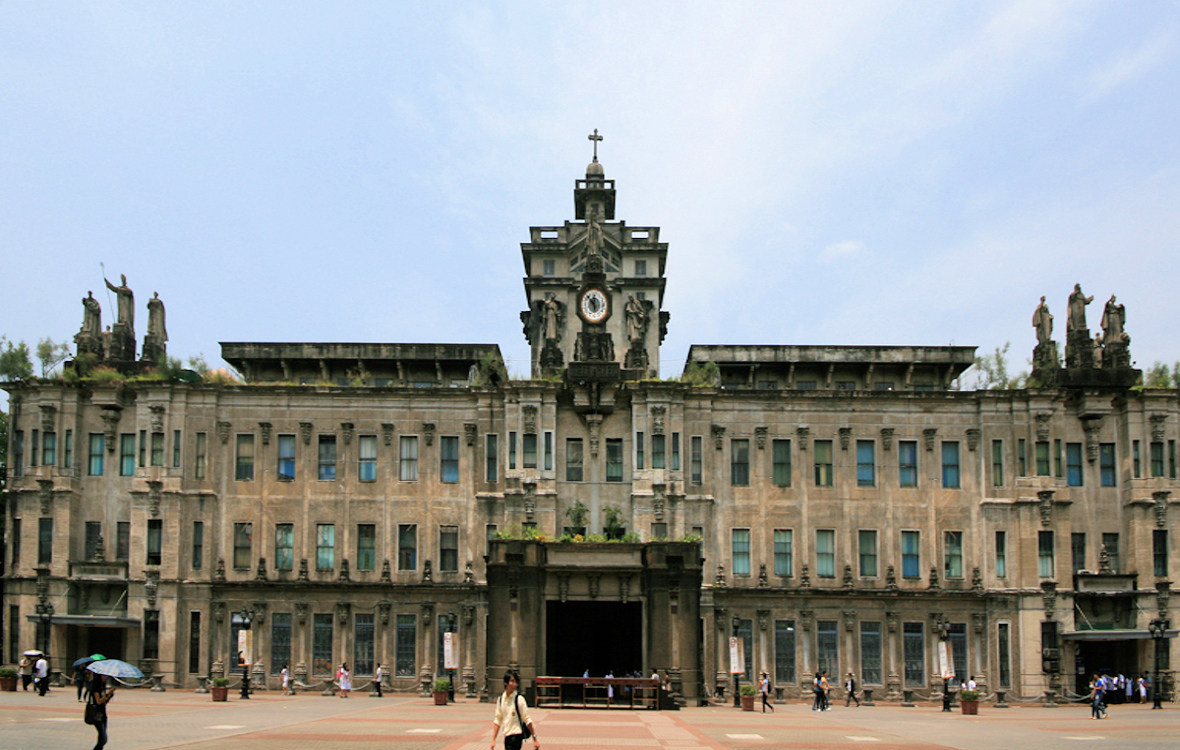
聖トマス大学 (フィリピン)、創立1611年

2008年の推計によれば、15歳以上の国民の識字率は95.4%（男性：95%、女性：95.8%）である。2009年の教育支出はGDPの2.9%だった。
教育政策として高等教育の重視していることが特徴である。これはスペイン植民地時代から引き継がれている。高等教育の就学率は27.4%（1995年）で、アジアの中でも高い方であり、高等教育機関は、国公立・私立合わせて1489（2003年）もの大学が存在する。その中でも聖トマス大学はアジアでも最古の1611年創設であり、在フィリピンのスペイン人に聖職者教育を施すことを目的とした。1908年に設置されたフィリピン大学は、アメリカ統治時代のもので、英語でアメリカ式の教育を行い、現地調達の行政官や大学教員を育てることが目的であった。

## 治安
フィリピンの治安は過去と比べると格段に良くなりつつあるが、同国の国家警察が発表した2018年（暦年）の全国犯罪統計によれば，犯罪発生件数は約47.5万件を記録しており、発生件数は前年比で約4.5万件（約9％）減少しているものの、日本と比べれば犯罪件数は未だかなり多い状況となっている。
また、外国人に対しては「比較的裕福な人が多く、銃器も所持していない為に反撃をしてこない」と捉えられている点があり、犯罪の標的とされ易い面があるので、他の治安が悪い国や地域同様に同国を訪問する人間は長期滞在者・旅行者を問わず注意が必要となって来ることを留意しなければならない。加えて、警察の許可・登録を受けた合法的な銃器のほかに、登録切れや未登録の銃器や密造銃なども相当広く出回っている為、強盗・恐喝事件の犯人らがこれらの銃器を使用し犯罪を行うケースが多いという特徴があり、さらに身代金目的の誘拐は警察が確認しているだけでも年間数十件発生しているとの報告がされている。　

## メディア

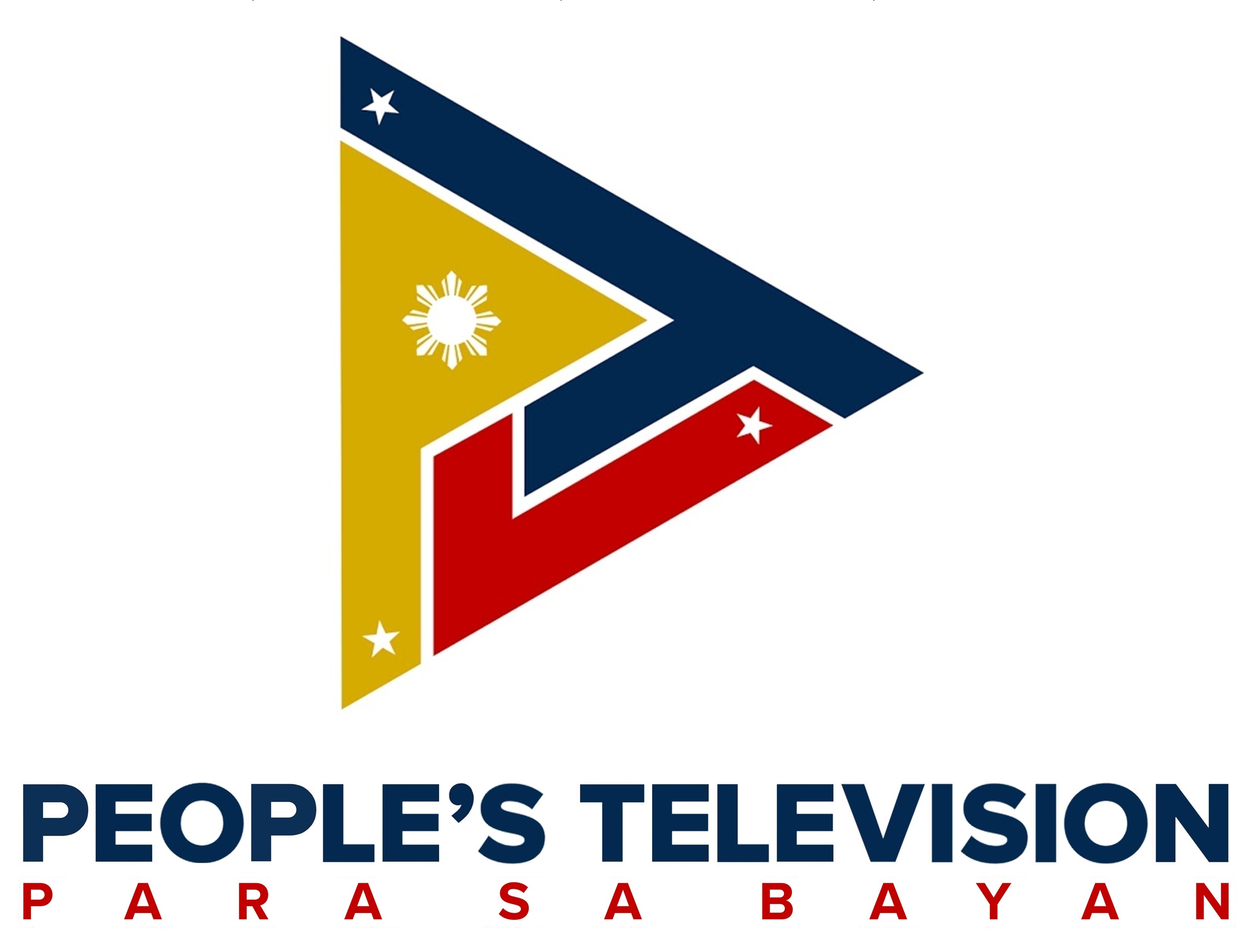
ピープル・テレビジョン・ネットワークのロゴ

フィリピンではフィリピン語と英語のメディアが主流だが、放送メディアの使用言語はフィリピン語に移行してきている。テレビ番組やコマーシャル、映画は、映画テレビ審査格付け委員会 (MTRCB) の規制を受ける。フィリピン人がニュースや情報を得る手段は、主にテレビ、インターネット、ソーシャルメディアである。テレビでは国営放送のピープル・テレビジョン・ネットワーク (PTV) のほか、有力な民放としてABS-CBNやGMAが存在したが、国内最大のテレビネットワークであったABS-CBNは2020年5月、放送免許の更新が認められず閉鎖に追い込まれた。主にABS-CBNやGMAが製作しているテレセリェスというフィリピンのテレビドラマは、外国でも視聴されている。
ラジオ局や新聞も数多くある。ブランケット判の英字紙は、官民の管理職や専門職、学生に主に読まれている。1990年代にはより低価格のタガログ語のタブロイド紙がマニラを中心に人気を得たが、近年はオンラインニュースの台頭にともない新聞業界全体が退潮傾向にある。読者数や信頼性の観点から、フィリピン・デイリー・インクワイアラー、マニラ・バレティン、フィリピン・スターがフィリピンの三大新聞とされる。報道の自由は憲法で保障されているが、2022年にアメリカ合衆国のジャーナリスト保護委員会が発表したランキングでは、ジャーナリストにとって世界で7番目に危険な国とされた。その理由としては、未解決のジャーナリスト殺人事件が13件に上ることが挙げられた。
フィリピンは、世界でもインターネットの利用者数がとりわけ多い国のひとつである。2021年初頭の時点で、国民の67パーセントにあたる7391万人がインターネットにアクセスしている。

## 文化

### 食文化
フィリピン料理は、中国料理やかつての宗主国であるスペイン料理、アメリカ料理などの影響を受けている。フィリピンは国際捕鯨委員会（IWC）を脱退しており、現在でも食用に捕鯨を行っている。

### 文学
フィリピンの初の近代小説はペドロ・パルテノによる『ニノイ』（スペイン語: Nínay、1885年）によって幕を開き、そのすぐ後にスペイン語で書いた2作の小説、『ノリ・メ・タンヘレ』（1886年）と『エル・フィリブステリスモ』（1891年）でスペインによるフィリピン植民地支配を告発したホセ・リサールが現れた。米比戦争によって20世紀初頭にアメリカ合衆国に併合された後、公教育を通じて英語が教えられると、1925年ごろから英語による作品が書かれるようになり、また、1939年にフィリピン作家連盟が結成されている。
他方、20世紀前半の現地語による文学は大衆娯楽小説が主であり、第二次世界大戦中の日本占領期にタガログ語創作が奨励されたものの、第二次世界大戦終結後は再び英語が文学語として重視されるようになった。
20世紀後半の文学は英語、タガログ語、その他のフィリピン地方言語などの様々な現地語で書かれた。著名な作家としては、『二つのヘソを持った女』（1961年）でフィリピン人のアイデンティを題材にしたニック・ホアキンや、英語で『ロザレス物語』五部作（en:Po-on (novel)、en:The Pretenders (novel)、en:My Brother, My Executioner、en:Mass (novel)、en:Tree (novel)）、『エルミタ』などを著しフィリピン近現代史を題材にしたF・シオニル・ホセ、タガログ語で『マニラ 光る爪 (Maynila: Sa Mga Kuko ng Liwanag)』（1968年）を書いたエドガルド・M・レイエスらの名が挙げられる（後に映画化された『en:Mga Kwento ni Lola Basyang』）。

### 漫画
フィリピンの漫画 (komiks) は1920年代に米国から影響を受けて始まり、1980年代の最盛期には新聞を超えてあらゆる出版物の中で最大の読者数を持っていた。しかし近代化に失敗したことで1990年代までに急速に衰退し、全国的に流通される定期刊行物という伝統的な出版形態は姿を消した。その後出版社や作家の世代交代が行われ、21世紀にはある程度の復興を果たしている。

### 音楽
フィリピンの音楽文化は宗主国のスペインやアメリカ、アジア、ラテンアメリカ、および先住民の様々な音楽文化が混合する形で形成されている。

### 建築

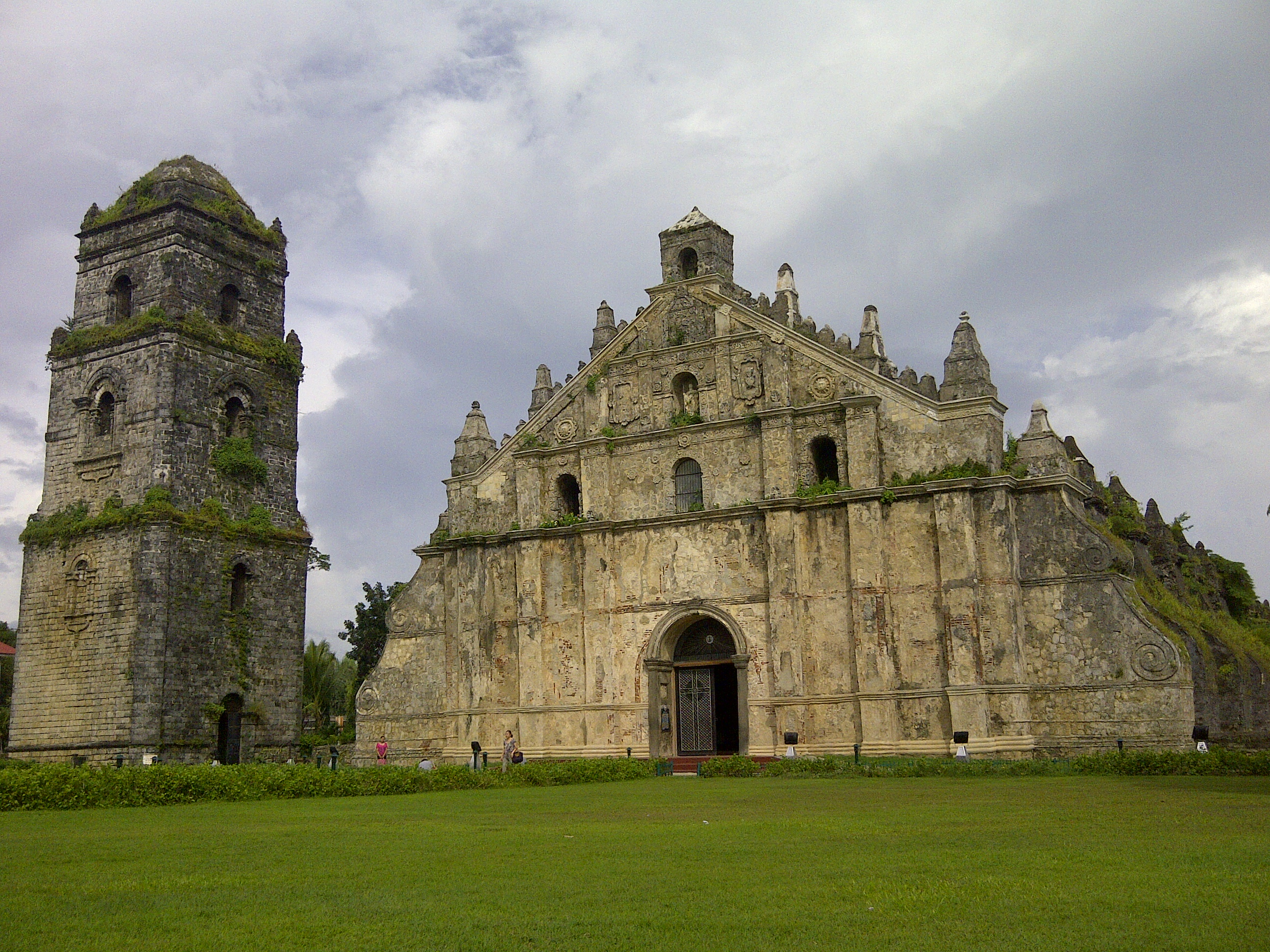
イロコス・ノルテ州パオアイにある、地震バロック様式のセント・オーガスチン・パオアイ教会。世界文化遺産のフィリピンのバロック様式教会群のひとつ。

フィリピンの伝統建築には、先住民族のバハイ・クボとスペイン植民地時代に発展したバハイ・ナ・バトというふたつの様式がある。バタネス州などでは気候の違いから、石灰岩を建材に使用して台風にも耐える設計にする。
スペイン建築の影響は、各都市の中央広場周辺の建築物にみられたが、その多くは第二次世界大戦で被害を受けた。地震対策の一環として、いわゆる「地震バロック様式」を取り入れた教会も多く、そうした4件の教会がフィリピンのバロック様式教会群として国際連合教育科学文化機関 (UNESCO) の世界遺産に登録されている。各地に残るスペインの軍事拠点は、布教活動に従事する建築家が設計したうえで、フィリピン人の石工によって建設された。イロコス・スル州のビガンは、スペイン統治時代の街並みで知られる。
アメリカ統治時代には、政府庁舎やアール・デコ様式の劇場に新しい建築様式が導入された。ガバルドン校の建設がはじまり、ダニエル・バーナムがマスタープランを描いた都市計画がマニラやバギオの一部で施行された。ダーナムの都市計画では、政府庁舎はギリシア建築や新古典主義建築を思い起こさせる様式にデザインされた。イロイロのカレ・レアルにも、スペインやアメリカ統治時代の建築物が多く残る。

### 世界遺産
フィリピン国内には、ユネスコの世界遺産リストに登録された文化遺産が3件、自然遺産が3件存在する。

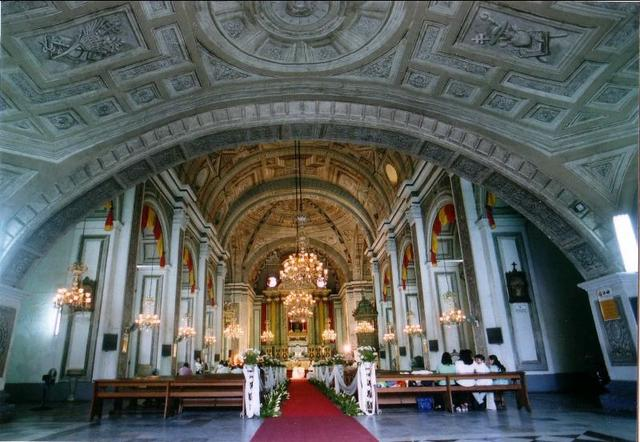
フィリピンのバロック様式教会群 - （1993年）
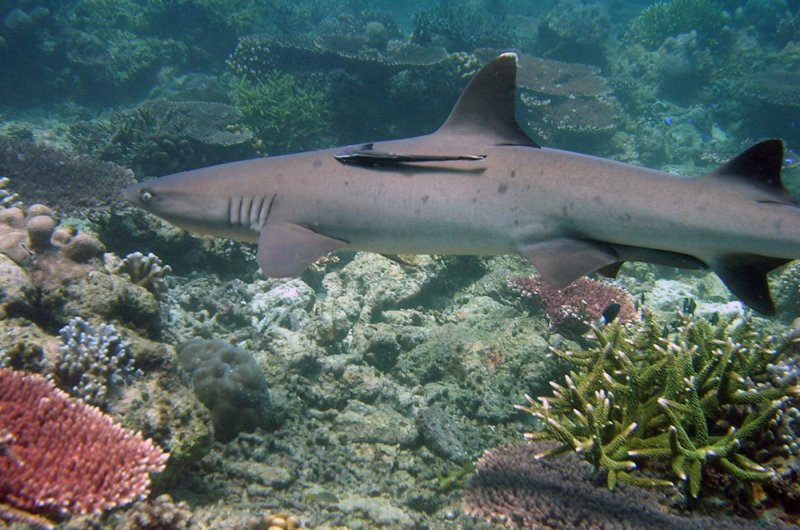
トゥバタハ岩礁自然公園 - （1993年、2009年拡大）
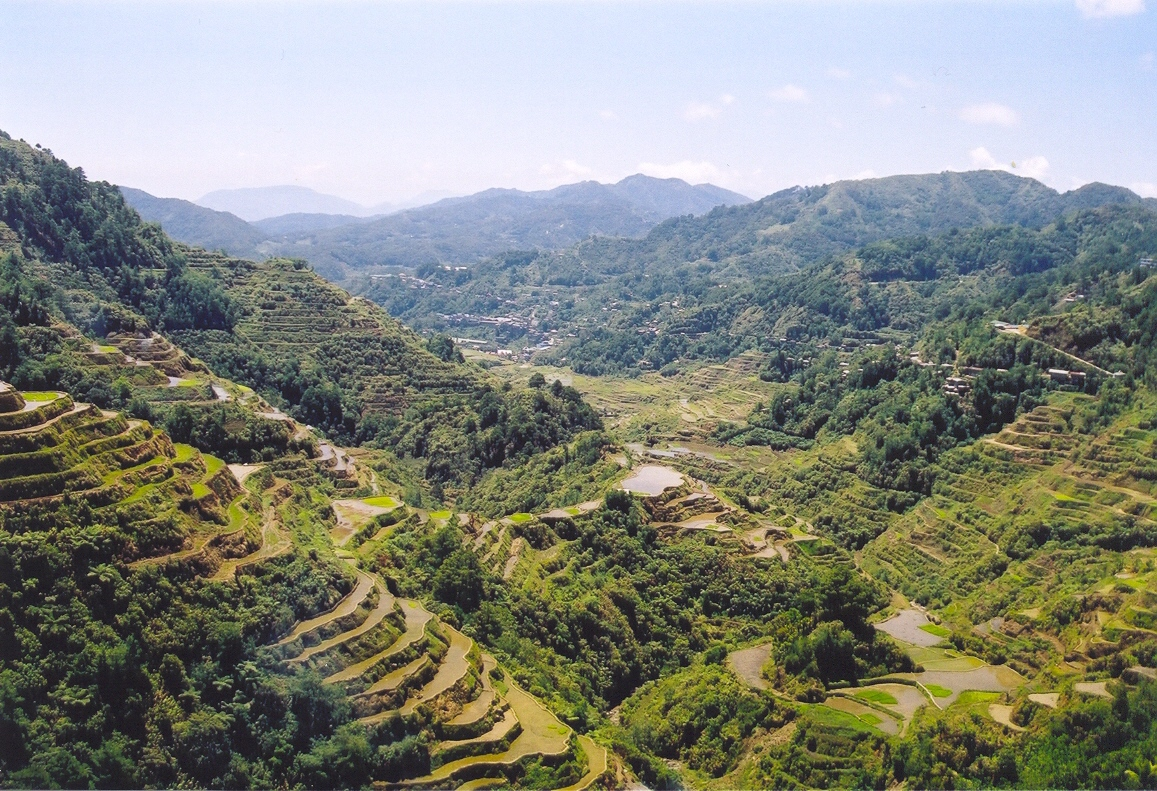
フィリピン・コルディリェーラの棚田群 - （1995年）
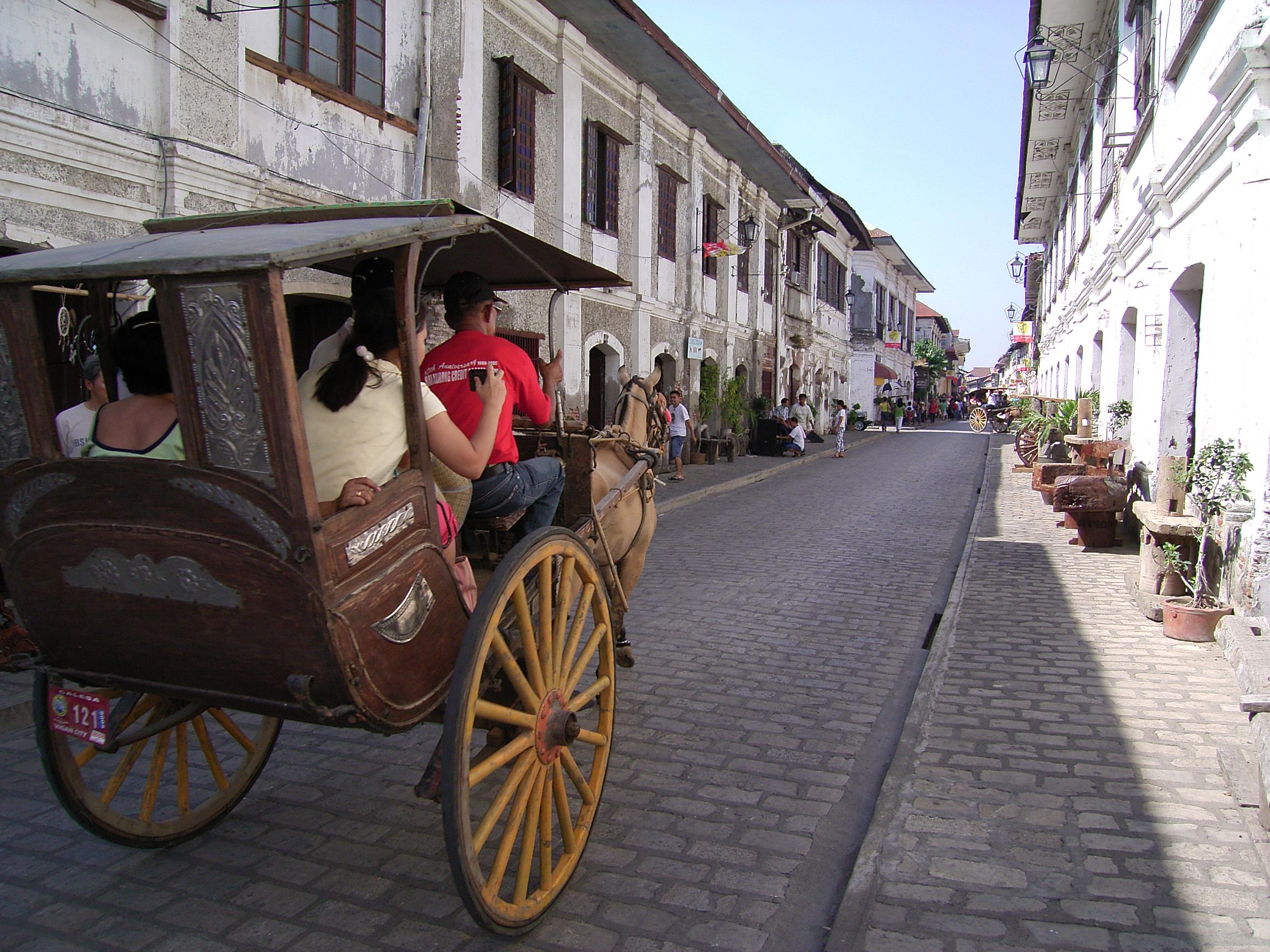
ビガン歴史都市 - （1999年）
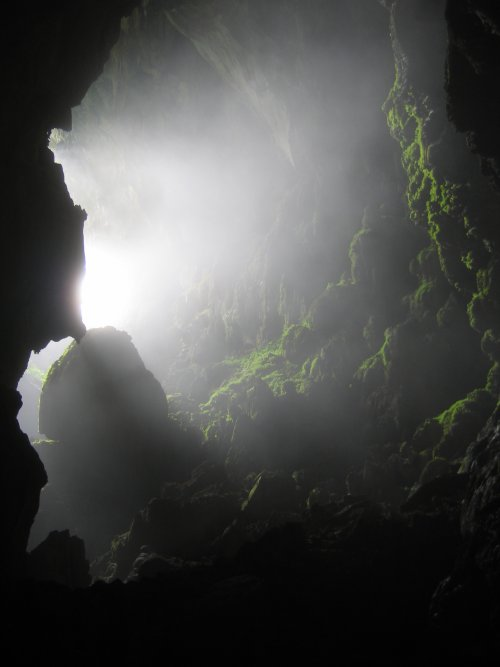
プエルト・プリンセサ地底河川国立公園 - （1999年）

### 祝祭日
| 日付                  | 日本語表記         | タガログ語表記                   | 備考 |
| --------------------- | ------------------ | -------------------------------- | --- |
| 1月1日                | 元日               | Araw ng Bagong Taon              | |
| 1月1日 (旧暦)（旧暦） | 旧正月             | Araw ng Bagong Taon ng mag Tsino | 移動祝日 |
| 2月25日               | エドゥサ革命記念日 | Araw ng EDSA Revolution          | コラソン・アキノがフィリピン大統領に就任した日（2024年は祝日から外された）                                                       |
| 復活祭直前の木曜日    | 聖木曜日           | Huwebes Santo                    | この日から日曜日まで連休になる。この期間を使って、出身地に帰省する人々が多く、バスターミナルや空港や港は大混雑になる。移動祝日。 |
| 復活祭直前の金曜日    | 聖金曜日           | Biyernes Santo                   | 移動祝日 |
| 復活祭直前の土曜日    | 聖土曜日           | Sabado de Gloria                 | 移動祝日 |
| 復活祭主日の日曜日    | 復活祭             | Linggo ng Pagkabuhay             | キリスト教の主日。移動祝日 |
| 4月9日                | 勇者の日           | Araw ng Kagitingan               | バターン死の行進の日 |
| 5月1日                | メーデー           | Araw ng Manggagawa               | |
| 6月12日               | 独立記念日         | Araw ng Kalayaan                 | 革命軍の最高指導者アギナルド将軍が、フィリピン独立を宣言した日                                                                   |
| 8月21日               | ニノイ・アキノの日 | Araw ni Ninoy Aquino             | ベニグノ・アキノ・ジュニアがマニラ国際空港で暗殺された日                                                                         |
| 8月最終日曜日         | 英雄の日           | Araw ng mag Bayani               | |
| 11月1日               | 万聖節             | Todos los Santos/Undas           | 家族で故人の墓へ行き、故人を偲びつつ、皆が墓の前で飲んだり食べたりする日。                                                       |
| ヒジュラ暦9月の最終日 | ラマダーンの末     | Eid al-Fitr                      | ムスリムにとって日中の断食が終了する重要な大祭「イド・アル＝フィトル」である。                                                   |
| 11月30日              | ボニファシオの日   | Araw ni Andres Bonifacio         | アンドレ・ボニファシオの誕生日                                                                                                   |
| 12月25日              | クリスマス         | Araw ng Pasko/Notsebuwena        | キリスト教徒の主日 |
| 12月30日              | リサール記念日     | Araw ni Jose Rizal               | ホセ・リサールが処刑された日 |
| 12月31日              | 大晦日             | Medyanotse                       | |

### ミス・コンテスト

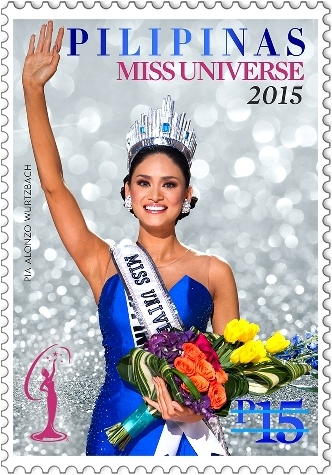
ミス・ユニバース2015で優勝したピア・アロンゾ・ウォルツバック。フィリピンポストの記念切手になった。

フィリピンではミス・コンテストが地域に根付いており、学校単位でのミス&ミスター・コンテストや、全国単位でのミス・コンテストが盛んである。ミス・ユニバースのフィリピン代表は4回優勝している。
2001年に同国で誕生した「ミス・アース」も、近年では世界四大ミスコンテストに数えられるほどに成長した。更にミス・ユニバース2018では、フィリピン代表のカトリオナ・グレイが優勝に輝いている。

### スポーツ
格闘技

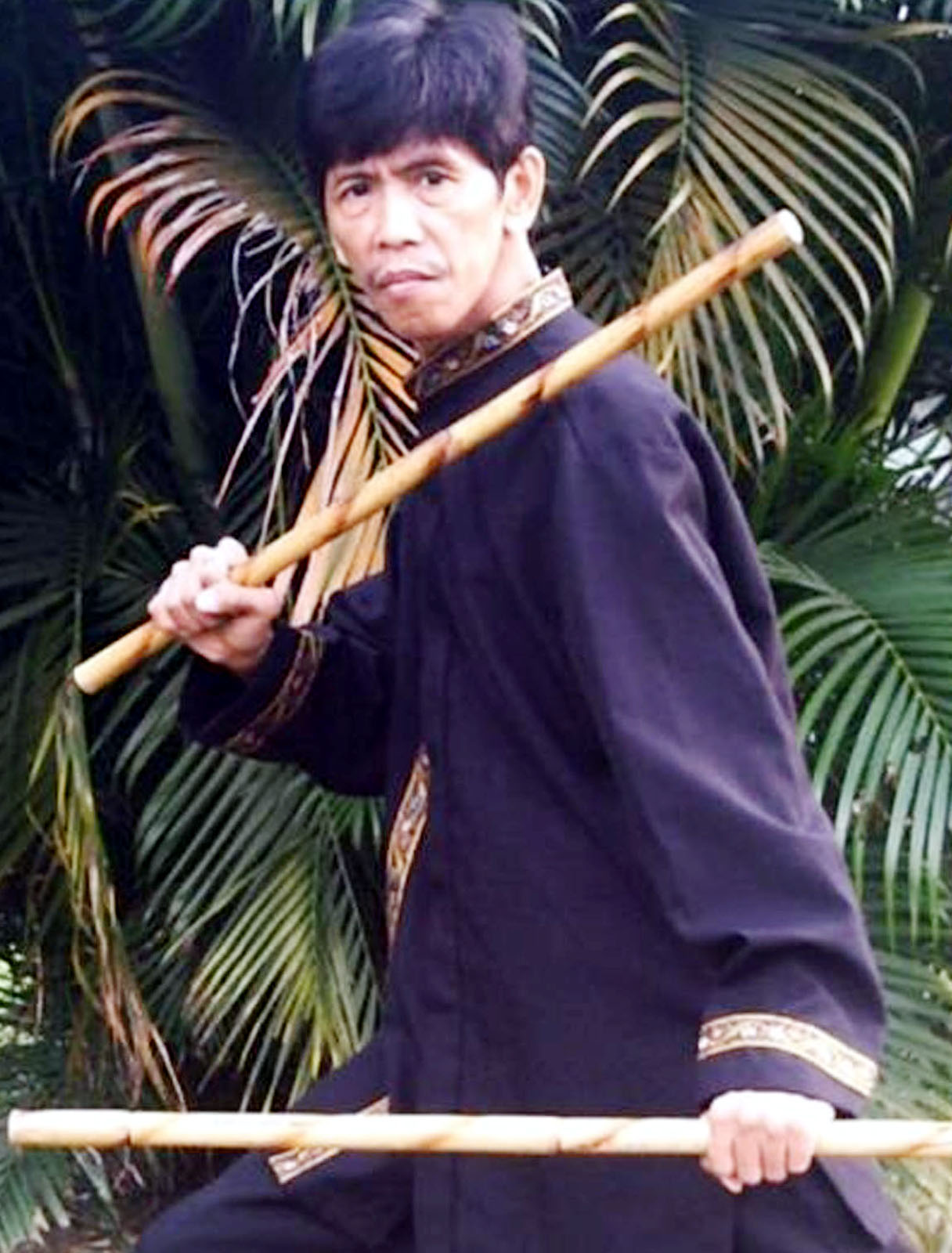
フィリピン武術のエスクリマ

フィリピン武術（エスクリマまたはカリ、アーニス）が国技である。他にも地方や種族によって様々な武術がある。徒手空拳術と武器操作術のバランスに優れたフィリピンの武術は実戦的であるとして評価が高く、各国の軍人や警察官のほか、他の武芸・格闘技の使い手や俳優などにも愛好者が多い。
ボクシングは世界王者を数多く輩出しており、その中でも世界6階級制覇王者で「パックマン」と呼ばれている、マニー・パッキャオの活躍は余りにも有名である。パッキャオの世界的活躍は彼を祖国の英雄へと押し上げ、後に続くフィリピン人ボクサーのアメリカでの成功や、評価の急上昇という好循環をもたらしている。また、世界5階級制覇王者で「フィリピンの閃光」と呼ばれている、ノニト・ドネアも非常に知られている。
バスケットボール
フィリピンではバスケットボールが盛んなスポーツの一つであり、1974年にアジア地域における初めてのプロリーグでありアメリカのNBAに次ぐ歴史をもつPBAが創設された。さらに、バスケットボールフィリピン代表はFIBAワールドカップの1954年大会で、アジアの国では最高位となる3位に輝いている。1978年大会は自国開催し、これもアジア初開催となった。2023年大会は日本・インドネシアと共催。近年は日本のB.LEAGUEやオーストラリアのNBLなど海外のプロリーグで活躍する選手も目立っている。NBAにおいてはアンドレイ・ブラッチやジョーダン・クラークソンらフィリピン国籍を持つ選手も活躍しており、彼らもフィリピン代表に名を連ねている。
サッカー
サッカーもフィリピンでは人気のスポーツの１つであり、2017年には念願のプロサッカーリーグであるフィリピン・フットボールリーグが創設された。開始年からユナイテッド・シティが4連覇を達成している。フィリピンサッカー連盟（PFF）によって構成されるサッカーフィリピン代表は、これまでFIFAワールドカップには未出場である。しかし、AFCアジアカップには2019年大会で初出場を果たしており、東南アジアサッカー選手権（AFF三菱電機カップ）には13度の出場を数える。

## 著名な出身者
- ホセ・カスティリョ・ラウレル5世
- ジャマルル・キラム3世
- ホルヘ・B・ヴァルガス
- マリア・ゼネイダ・コリンソン
- ドミンゴ・リム・シアゾン
- ロドリゴ・ドゥテルテ
- サラ・ドゥテルテ
- ホセ・デベネシア
- マニー・パッキャオ
- ジョンリル・カシメロ
- ノニト・ドネア
- ジェームズ・ヤングハズバンド
- フィリップ・ヤングハズバンド
- ニール・エザリッジ
- アライジャ・サンティアゴ
- マリア・エヴァ
- ラプ＝ラプ
- ラヴ・ディアス
- ルイス・シンソン
- アーネル・ピネダ
- スカーレット・ガルシア
- ジェイク・ザイラス
- レア・サロンガ
- バイス・ガンダ
- ヤム・ララナス
- カルロ・ビアド
- ベラ・ポーチ

## 象徴

### 国獣

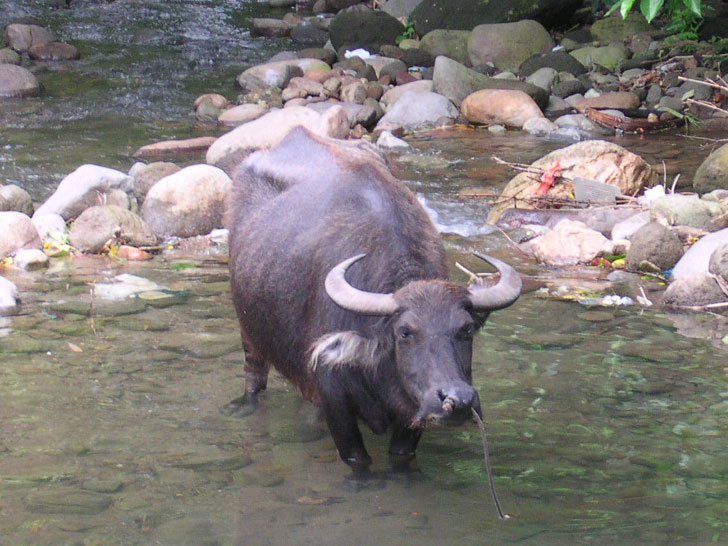
国獣として指定されているカラバオは、強さ、力、効率、忍耐力、そして勤勉さを象徴するものとされている。

フィリピンは水牛の一種であるカラバオを国獣に指定している。

### 国鳥
国鳥はフィリピンワシである。

### 国魚
同国を代表する魚はサバヒーである。

### 国樹
同国を代表する国樹は、ヤシ科の一種のジャワビロウである。

### 国花
国花はサンバギータである。